# Bitwa o Aleppo (2012–2016)
Bitwa o Aleppo – długotrwałe walki o kontrolę nad Aleppo w Syrii, trwające od 20 lipca 2012 do 22 grudnia 2016, toczone między armią syryjską i jej sojusznikami a antyrządową opozycją o różnym profilu ideologicznym.
Była to największa bitwa wojny w Syrii, nazywana „syryjskim Stalingradem”. Spowodowała ogromne zniszczenia zabudowy i infrastruktury miasta. Zwycięstwo rządu Syrii w Aleppo, choć okupione dużymi stratami, było decydujące dla losów całego konfliktu.

## Bitwa

### 2012

#### Atak rebeliantów
20 lipca 2012 rebelianci zaatakowali i przejęli kontrolę nad trzema dzielnicami miasta. Na miasto spadły dziesiątki pocisków, co zniszczyło wiele budynków. W ataku zginęło 190 cywilów i co najmniej 43 syryjskich żołnierzy. 21 lipca 2012 intensywne walki toczono o dzielnicę handlową Salah ad-Din, kontrolowaną przez Wolną Armię Syrii. Uciekły stamtąd setki cywilów. Potyczkę toczono także w miejscowości Hajdarija pod Aleppo. W trakcie walk zdezerterował generał dywizji Mohamed Muflih i udał się do Turcji.
Trzeciego dnia walk armia dokonała szturmu na dzielnicę handlową. Wjechały tam pojazdy opancerzone oraz ciężka broń. Ponadto bojownicy atakowali główną kwaterę wywiadu w Aleppo, posterunki policji i urzędy. Teatrem walk były także takie części miasta jak Sajf ad-Daula, Al-Dżamilija i Al-Meridian. Rebelianci zakładali punkty kontrolne w mieście, by utrudnić przemieszczanie się wojskom pancernym. 23 lipca 2012 rebelianci zaatakowali stację telewizyjną w mieście. W trakcie ofensywy zginął dowódca powstańców Mahmud al-Aszkar, pomimo to zdobyli oni pięć dzielnic. Były one jednak nadal bombardowane przez siły rządowe. Ponadto w miejscowym więzieniu doszło do buntu, w którym zginęło 15 osób, a 40 zostało rannych. Służby więzienne użyły pocisków z gazem łzawiącym i ostrą amunicją wobec skazanych, którzy rzekomo prowadzili pokojowy protest.
24 lipca 2012, rebelianci podjęli kolejny atak na dzielnice Aleppo, którego celem jest przejęcie centrum miasta. Ciężkie starcia wybuchły w pobliżu bram Starego Miasta. FSA założyła punkty kontrolne w zdobytych dzielnicach. Wobec postępów powstańców miasto zostało po raz pierwszy w trakcie wojny domowej zbombardowane przez syryjskie lotnictwo, co zostało poprzedzone atakiem artyleryjskim. W wyniku walk zrujnowana została w znacznym stopniu zabudowa miasta, a na drodze do dzielnicy przemysłowej stały dziesiątki spalonych samochodów ciężarowych i czołgów. Do Aleppo przybyły posiłki z Dżabal al-Zawiji.
25 lipca 2012 w czasie walk ok. 100 żołnierzy regularnej armii zdezerterowało na stronę Wolnej Armii Syrii. Rebelianci kontrolowali wschodnie przedmieścia miasta i posuwali się ku centrum. Trwała zacięta walka o główny posterunek milicji. W walkach uczestniczyli także ochotniczy bojownicy prorządowi. Dwaj z nich zostali zabici w egzekucji w dzielnicy Salah ad-Din. Dowódca rebeliantów wezwał do ataku na 2 tys. korpus armii podążającej ku miastu. 26 lipca 2012 rebelianci kontrolowali niemal połowę terytorium miasta. Tereny te zostały zbombardowane z powietrza. Do zachodnich bram Aleppo przybyły syryjskie jednostki specjalne, a czołgi zajęły pozycje wejściowe. Łącznie do szturmu gotowych było 10 tysięcy żołnierzy. W związku z tym obawiano się masakry.
27 lipca 2012 rebelianci zajęli bazę wojskową w centrum miasta wraz z 100 żołnierzami i członkami milicji prorządowej. W dzielnicy Salah ad-Din setki rebeliantów przygotowywało się do odparcia ofensywy syryjskiej armii. Łącznie w mieście stacjonował dwutysięczny oddział powstańczy wsparty przez drugie tyle bojowników z Wolnej Armii Syrii. Bojownicy zajęli także ważne budynki w osiedlu Sur al-Hadżdż. Miasto zostało zbombardowane z rana z powietrza. Do zabezpieczania swojej dzielnicy Asz-Szajch Maksud przystąpili kurdyjscy partyzanci z Powszechnych Jednostek Ochrony. W trakcie potyczki w drodze na lotnisko armia zabiła troje Kurdów. Tego dnia do Aleppo przybyli bojownicy z 910. jednostki bojowej libańskiego ugrupowania Hezbollah.

#### Kontrofensywa wojska
28 lipca o godz. 5. rano rozpoczął się szturm na dzielnice Salah ad-Din i al-Azamija na południowym zachodzie oraz Bustan al-Kasr, Al-Machad i As-Sukkari na południu. Wojsko Asada prowadziło wzmożony ostrzał artyleryjski, pancerny oraz dokonywało rewizji w domach w celu poszukiwań bojowników. Wojsko syryjskie posuwało się ku dzielnicy Salah ad-Din. Do miasta wjechało 80 czołgów oraz ciężka artyleria. Nad miastem latały samoloty wojskowe, a bombardowania przybierały na sile. Pierwsze uderzenia na Salah ad-Din zostały odparte. Rebelianci wskutek rządowej przewagi w uzbrojeniu zmuszeni byli do stosowania taktyki partyzanckiej. Nie mogli bronić zbyt długo jednej pozycji i musieli przemieszczać się z miejsca na miejsce. Armia straciła wiele czołgów i nie poczyniła postępów. Zginęło 29 osób, w tym 11 cywilów, 10 żołnierzy i ośmiu rebeliantów. Z miasta uciekały tysiące cywilów, wielu szukało schronienia w szkołach i meczetach. Wieczorem zamknął się pierścień wokół miasta, a natarcie zostało przerwane.
Po wstrzymaniu walk, rebelianci ogłosili, iż przeprowadzili zmiany w taktyce wojennej, przechodząc do kontrnatarcia, nie czekając na działania wojska. Dowództwo powstańców porównało Aleppo do libijskiego Bengazi (podczas libijskiej wojny domowej spod Bengazi ruszyła ofensywa rebeliantów libijskich, która ostatecznie po wielomiesięcznych walkach zakończyła się na Syrcie, gdzie zabito Muammara Kaddafiego). Ponadto syryjscy rebelianci wezwali sprzyjające im kraje o dozbrajanie, by stawić czoła wojsku rządowemu oraz zażądali zebrania się RB ONZ w trybie natychmiastowym.
O świcie 29 lipca 2012 pozycje rebeliantów zostały ponownie ostrzelane przez samoloty MiG-21 i MiG-23. W natarciu naziemnym udział brało ok. 100 czołgów. Miasto zostało pozbawione linii telefonicznych i energetycznych. W dzielnicy Bab al-Hadid zajętej przez wojsko rządowe w jednej ze szkół, dokonywano egzekucji powstańców ujętych z bronią w ręku. Wieczorem według źródeł rządowych opanowana została dzielnica Salah ad-Din, jednak rebelianci temu zaprzeczyli. 30 lipca 2012 armia zbombardowała północno-zachodnie dzielnice miasta. Krwawe walki toczono w dzielnicy Sakhur i al-Zahira, gdzie rebelianci zbombardowali gmach służb wywiadowczych. Rebelianci po dziesięciogodzinnej walce zajęli w Anadan drogę od strony tureckiej granicy do Aleppo. W bitwie użyto czołgów i wozów pancernych BMP-2.
31 lipca 2012 rebelianci zaatakowali komisariaty policji, zabijając 40 policjantów. Trzy takie placówki w dzielnicach Salhin i Bab Najrab zostały zajęte, co podwyższyło morale rebeliantów. Ponadto z wyrzutni rakietowych ostrzelano trybunał wojskowy i siedzibę Partii Baas. Walki wybuchły również w pobliżu siedziby wywiadu sił powietrznych w zachodniej dzielnicy az-Zahra, a także na peryferiach dzielnicy Salah ad-Din, głównego bastionu rebelii. Po zdobyciu posterunków celem powstańców były siedziby służb wywiadowczych. Także rebelianci w walkach dysponowali ciężką bronią w tym czołgami, zdobytymi w bojach. Operujących powstańców z powietrza nadal ostrzeliwało lotnictwo. Każda ze stron informowała o swoich sukcesach, jednak świadkowie informowali o impasie na froncie. Nie była znana dokładna liczba ofiar, gdyż ciała ofiar przekazywano od razu rodzinom. Bojownicy dopuszczali się egzekucji pojmanych żołnierzy i członków milicji, co było dokumentowane na nagraniach video.
1 sierpnia 2012 powstańcy poinformowali, iż przejęli kontrolę nad głównym placem w mieście. Do miasta ściągano posiłki, w walkach angażowali się też ochotnicy. Wśród nich był uczeń Abdelrahman, który prosto ze szkoły dotarł na pozycje bojowe, by zasilić szeregi rebeliantów. 17-letni chłopiec zginął jeszcze tego samego dnia. Z kolei siły rządowe ostrzelały wschodnie dzielnice z powietrza i poinformowały, że w dzielnicy Handarat wśród zabitych rebeliantów byli arabscy najemnicy. Bojownicy Liwa at-Tauhid potwierdzili, że w walkach stracili dowódcę batalionu, dodając jednocześnie, iż zabili po torturach, pojmanego plemiennego lidera szabihy Zaino Berriego, walczącego po stronie Asada, co zostało udokumentowane na nagraniu video. Zniszczyli także 20 czołgów i zabezpieczyli wjazdy do miasta.
2 sierpnia 2012 zaatakowali lotnisko wojskowe w Minak (często pisane Menagh), 30 km na północny zachód od Aleppo za pomocą czterech czołgów zdobytych pod Anadan. Ponadto ciężkie walki trwały o kontrolę nad dzielnicę Salah ad-Din, gdyż nie było jasne, która ze stron ją kontroluje. Dzień później rebelianci poinformowali, że w obronie dzielnicy stracili 50 bojowników. Wycofali się także z bazy lotniczej, pod wpływem intensywnego bombardowania. 4 sierpnia 2012 rebelianci zaatakowali siedzibę stacji telewizyjnej w dzielnicy Izaa, jednak wycofali się po ostrzale. Tymczasem Amnesty International alarmowało, że w Aleppo dochodziło do zbrodni przeciwko ludzkości. 5 sierpnia 2012 armia podała, że do bitwy zmobilizowano 20 tys. żołnierzy. Dodali, że do rebeliantów także nadciągały posiłki, jednak zostały one zmuszone do odwrotu ze względu na intensywny ostrzał. Miasto było kontrolowane w 50% przez rebeliantów.

#### Bitwa o Salah ad-Din
6 sierpnia 2012 rebelianci przyznali, iż do głównego ich bastionu dzielnicy Salah ad-Din, południową bramę do centrum miasta, wjechały dziesiątki czołgów i nie są w stanie już kontrolować zniszczonych przez bombardowania terenów, jednakże nadal walczyli tam. Zbombardowana została takę dzielnica As-Sachur, natomiast bojownicy atakowali punkty wojskowe nieopodal miejscowych uniwersytetów. Walki wybuchły także w pobliżu rezydencji prezydenta, jednakże wojsko prowadziło silny ostrzał pozycji rebeliantów na terytorium Pałacu Sprawiedliwości oraz w dzielnicach Mardżeh i Szaar. Rebelianci w czasie walk narzekali na braki w uzbrojeniu.
7 sierpnia 2012 siły rządowe zajęły obleganą starożytną cytadelę wpisaną na listę światowego dziedzictwa UNESCO w dzielnicy Bab al-Hadid. W wyniku ostrzału zabytek został zniszczony. Armia rozmieściła na dachach budynków snajperów, którzy strzelali do opozycjonistów, po których stronie jak potwierdzono, walczyli islamiści z ugrupowania Ahrar asz-Szam. Tymczasem Amnesty International opublikowało zdjęcia satelitarne Aleppo, które ukazały ponad 600 lejów po bombach w samym mieście i okolicach. Operatorzy technologii satelitarnej podali, że jak dotąd na zdjęciach nie było widać, by ostrzał zniszczył szkoły, meczety i szpitale w mieście, jednak zauważyć można było wokół niego koncentrację sił wiernych Assadowi. Na zdjęciach widać było co najmniej 58 czołgów i 45 transporterów opancerzonych oraz inne pojazdy wojskowe i liczne stanowiska artyleryjskie.
8 sierpnia 2012 w godzinach porannych armia wkroczyła na teren Salah ad-Dinu, który natychmiast był ostrzeliwany za pomocą czołgów i lotnictwa. Jednakże rebelianci z brygady Nur al-Hak poinformowali, że wojsko zajęło do tej pory 15% dzielnicy i prowadziło szturm od strony dzielnicy Hamadija. W wyniku natarcia wielu rebeliantów wycofało się do dzielnicy do Sajf al-Dawla. Powstańcy pod naporem przeciwnika porzucali punkty kontrolne, a także strategiczne budynki. Przez cały dzień napływały sprzeczne raporty, kto posiada dzielnicę. Jednak pod koniec dnia brygada Nur al-Hak potwierdziła początkowo utratę pięciu ulic w dzielnicy, jednak trzy z nich zostały odbite po akcji 700 bojowników z sąsiednich dzielnic. Dodał, że siły rebeliantów były atakowane przez śmigłowce, samoloty i artylerię.
W nocy lotnictwo w nalotach użyło bomb termobarycznych, co spowodowało wyrwę w pozycjach opozycjonistów na dwóch kluczowych ulicach dzielnicy. Rebelianci z Brygady Dara al-Szahbaa oraz islamiści jako pierwsi wycofali się z tych miejsc o świcie do dzielnicy As-Sukari. W uderzeniu zginęło 40 bojowników.
W czasie dnia syryjski odrzutowiec uderzył w bazę rebeliancką w Tall Rifat, 35 km na północ od Aleppo. Ponadto w czasie walk w mieście, żołnierze wysadzali ściany budynków, w których ukrywali się rebelianci. Bojownicy, którzy byli zaskoczeni w godzinach porannych ilością rozmieszczonych snajperów na dachach budynków, którzy zabijali przeciwników. Rebelianci masowo uchodzili z Salah ad-Dinu na tereny wiejskie, gdyż sądzili, że odbicie miasta zagrozi sunnickim terenom wiejskim. Wieczorem potwierdzono całkowitą ewakuację setek rebeliantów z tej dzielnicy.
10 sierpnia 2012 rebelianci zaczęli przygotowania do kontrataku, mający na celu odbicie utraconej dzielnicy. Jednakże poważnym problemem stanowiły ograniczone zapasy amunicji. Walki o różnym natężeniu trwały w prawie wszystkich dzielnicach miasta. Główny ostrzał trwał w kontrolowanych przez rebeliantów dzielnicach na południowym zachodzie i północnym wschodzie miasta. W czasie bombardowań, kilkanaście pocisków spadło na piekarnię w dzielnicy Tarik al-Bab, przed którą ponad sto osób stało przed nią w kolejce po chleb. W ataku zginęło kilkanaście osób, w tym troje dzieci. Jednocześnie rebelianci próbowali zaatakować lotnisko, jednak większość nacierających bojowników zostało zabitych na miejscu.

#### Szturm na Sajf ad-Daula i dzielnice chrześcijańskie
11 sierpnia 2012 reporter Reutera, który odwiedził front, powiedział, że armia nadal nacierała na pozycje zajmowane przez bojowników. Z kolei agencja rządowa SANA doniosła, że wśród zabitych rebeliantów byli najemnicy z Libii. 12 sierpnia 2012, pod ostrzałem artyleryjskim znalazły się osiedla Szaar, Tarik al-Bab, As-Sachur, Hananu i Bustan al-Kasr, podczas gdy Sajf ad-Daula było bombardowane przez samoloty MiG. Rebelianci zaatakowali w dzień stację benzynową w Salah ad-Din, która była używana jako baza wojskowa. W czasie akcji zabito dowódcę bazy i przejęto spore ilości amunicji i broni. 13 sierpnia 2012 syryjskie wojsko podjęło szturm na osiedle Sajf ad-Daula. Walki toczyły się także o kontrolę nad dzielnicą As-Sachur. Opozycjoniści byli także atakowali z powietrza w rejonie Zahraa. W międzyczasie rebelianci podjęli atak na siedzibę radia i telewizji w Aleppo. 14 sierpnia 2012 szpital al-Szifaa został on trafiony pięcioma rakietami S-5 rosyjskiej produkcji.
W połowie sierpnia 2012 rebelianci walczący w Aleppo zagrozili, iż wejdą w sojusz z Al-Ka’idą, jeśli Zachód nie dostarczy im broni. Zagrozili, że w takiej sytuacji Aleppo stanie się bazą terrorystów po pokonaniu sił rządowych. Ponadto opozycjoniści domagali się ustanowienia strefy zakazu lotów. Tymczasem zagraniczni korespondenci donosili, iż przez granicę z Turcją do Aleppo przenikali islamscy bojownicy z Algierii, Czeczenii i Arabii Saudyjskiej.
15 sierpnia 2012 walki znów wybuchły w Salah ad-Dinie. Rebelianci powstrzymali wojsko przed zajęciem kolejnej powierzchni. Jednocześnie z powietrza zbombardowano dzielnice Sajf ad-Daula i Szaar. Z kolei rebelianci przejęli kontrolę nad dzielnicą Bab an-Nasr. Tego samego dnia prezydent Baszar al-Assad wydał dekret w sprawie powołania Mohammada Wahida Akkada na stanowisko gubernatora Aleppo. 17 sierpnia 2012 doszło do ciężkich walk pod Centrum Kultury w dzielnicy Hananu. Walki trwały także w pobliżu meczetu Al-Huda, gdzie zginęło wielu bojowników. Starcia trwały także na terenie lotniska pod Aleppo. Według strony rządowej rebelianci zostali odepchnięci od terenu walk.
Do walk pod Wydziału Nauk w Aleppo doszło 18 sierpnia 2012. Według strony rządowej, zadano duże straty rebeliantom. Ponadto armia zabezpieczyła takie obiekty jak szkoły, szpitale. Dzień później FSA wyparto z dzielnicy Sajf ad-Daula. 20 sierpnia 2012 rebelianci twierdzili, iż poczynili postępy w Halab al-Dżadida i Maadi Telal. Tego samego dnia w czasie walk w dzielnicy Sulejmanija zginęła japońska dziennikarka Mika Yamamoto, co potwierdziła strona japońska. Ponadto źródła powstańcze informowały o śmierci dziennikarzy narodowości libańskiej, tureckiej i Araba, którego pochodzenia nie podano. 21 sierpnia pułkownik FSA Abdeldżabbar al-Ukajdi zadeklarował, że powstańcy kontrolują 2/3 powierzchni terytorium Aleppo, czyli 30 kwartałów. Według niego strategiczna dzielnica Salah ad-Din, była w połowie kontrolowana przez rebeliantów. Informacje te zdementowała strona rządowa, która twierdziła, że to ona czyniła postępy w mieście.
22 sierpnia 2012 rebelianci usiłowali podjąć atak na utraconą dzielnicę Sajf ad-Daula, ale ich próba została odparta za pomocą ognia z granatników przeciwpancernych. Ponadto armia ostrzelała z powietrza składy broni rebeliantów i dwa sąsiednie miasta. 23 sierpnia armia odbiła trzy chrześcijańskie osiedla okupowane przez bojowników przez pięć dni. 24 sierpnia 2012 doszło do ciężkich bojów na Placu Al-Hatab oraz w dzielnicy Al-Hazazeh, gdzie ciężkie straty ponosili rebelianci. 25 sierpnia 2012 bojownicy usiłowali powstrzymać ostrzał dzielnicy Sajf ad-Daula. Tureccy dziennikarze donosili, iż w walkach po stronie rebeliantów udział brali 50 ochotników z Turcji, a także Czeczeni, Jordańczycy, Libańczycy i Sudańczycy.

#### Walki na wyczerpanie
26 sierpnia 2012 strona rządowa podała, że zadała duże straty rebeliantom w różnych sektorach miasta. Najcięższe walki toczono w pobliżu uniwersytetu w Hananu. Ponadto armia starła się z bojownikami na Placu Al-Tananir. Wojsko przejęło kontrolę nad Naukowym Instytutem Aleppo zabijając i aresztując wielu rebeliantów. Z kolei opozycjoniści dodali, że przeprowadzono został przez siły rządowe na dzielnicę Izaa, jednak został on odparty. 28 sierpnia 2012 armia starła się z rebeliantami w Sajf ad-Daula, zabijając dwóch z nich i raniąc trzech innych. Tylu samo bojowników poległo w starciu w Salah ad-Din. Walki toczyły się także w rejonach As-Sajjad, Asz-Szaaru, Bijanon, As-Sachur i Al-Sweika. Zajęto także szpital dziecięcy wykorzystywany jako bazę przez rebeliantów. Żołnierze podczas potyczek skonfiskowali broń pokonanym bojownikom.
29 sierpnia 2012 armia zajęła szkołę w dzielnicy As-Sachur. Starcia odnotowano także w Sukari i Al-Kallaseh. Wojsko zadało ciężkie straty bojownikom pod fabryką cementu w Al-Muslimijja. W międzyczasie wzrastała liczba ataków na ludność cywilną. W atakach artyleryjskich cierpiała ludność czekająca w kolejkach do piekarń. Human Rights Watch podsumowała, że takie działania to zbrodnie wojenne.
W nocy z 30 na 31 sierpnia rebelianci dokonali kilka uderzeń na siedziby sił bezpieczeństwa w mieście i bazy lotnicze. Operacja przeprowadziła brygada sformowana głównie z dezerterów z armii, którzy specjalizowali się w obsłudze uzbrojenia artyleryjskiego i czołgów. Walki toczyły się też w miejscowości Zahraa pod Aleppo, gdzie poległo wielu żołnierzy.
2 września 2012 zbombardowano ulicę Al-Sultan, na której zginęło 10 osób, w tym siedmioro dzieci. Dzień później celem ataku lotniczego było miasto Al-Bab położone 30 km od Aleppo. W nalocie o najmniej 18 osób, w tym sześć kobiet i dwoje dzieci. Al-Bab było bazą wypadową rebeliantów na Aleppo, które także było bombardowane. Generał dowodzący walkami w Aleppo, powiedział, że miasto padnie w przeciągu 10 dni, gdyż armia stopniowo zajmowało kolejne sektory miasta. Dodał, że w bitwie udział brało 3 tys. rządowych żołnierzy, przeciwko 7 tys. rebeliantom. Od początku bitwy zginąć miało 2 tys. bojowników.
5 września 2012 artyleria zbombardowała kilkadziesiąt dzielnic Aleppo, w wyniku czego zginęło co najmniej 50 osób, w tym dwunastoosobowa rodzina z dzielnicy Al-Szaar i dziesięcioosobowa rodzina z dzielnicy Al-Marhedż. 6 września 2012 zbombardowano dzielnicę Hananu.

#### Front Hananu-Midan
7 września 2012, rebelianci zaatakowali bazę wojskową Hananu, w trakcie którego zginęło 6 rebeliantów i 18 rządowych żołnierzy. FSA zdołała uwolnić 350 więźniów z obozu, który zajęła przy jednym z głównych budynków bezpieczeństwa. Opozycjoniści przyznali, że ofensywa była planowana przez jakiś czas i zaangażowano w niej „kilka brygad”. Rebelianci próbowali przeciąć strategiczne linie dostaw i zatrzymać armię, która ostrzeliwała Hananu. Jednakże wojsko podjęło konfrontację z bojownikami w wyniku czego wywiązała się 20-godzinna walka w której żołnierze wykorzystywali czołgi i lotnictwo. 8 września 2012 oprócz toczącej się bitwy w Hananu, rebelianci ostrzelali dwa kościoły i klasztor w Aleppo. Armia starła się z grupą rebeliantów w Bab al-Makam, zabijając większość z nich. Ostrzelano także dzielnice Izaa, Sajf ad-Daula i Salah ad-Din. W Asz-Szajch Maksud zginęło 21 kurdyjskich aktywistów, natomiast w dzielnicy Halawenija zgłoszono 30 ofiar. Z kolei nalot w prowincji Midan zniszczył główny wodociąg. Z tego powodu brakowało wody w mieście.

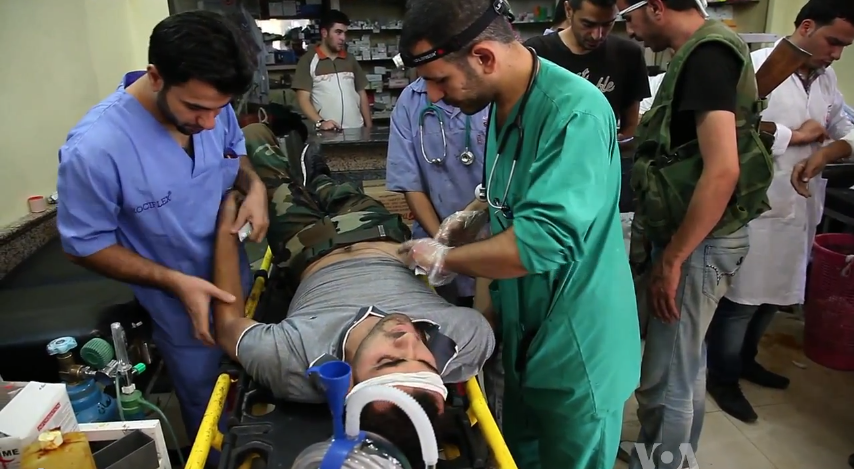
Ranny bojownik w szpitalu w Aleppo

Francuski chirurg Jacques Beres, współzałożyciel organizacji Lekarze bez Granic, który powrócił ze szpitala w Aleppo, gdzie przebywał przez dwa tygodnie, powiedział, że połowa rebeliantów, którym udzielał pomocy stanowili cudzoziemcy. Lekarz powiedział, że dżihadyści nie walczyli dla samego upadku reżimu, ale ich celem było przejęcie władzy i ustanowieniem państwa islamskiego, z szariatem, mające stać się częścią światowego emiratu. Wśród ochotników spotkał wielu młodych Francuzów, zainspirowanych Mohammedem Merahem, który w marcu 2012 zastrzelił w Tuluzie siedem osób, w tym troje dzieci i nauczyciela ze szkoły żydowskiej. Beres pracował w szpitalu kontrolowanym przez rebeliantów i jak twierdził opatrywał 40 rannych dziennie. Dodał, że rzeczywista liczba ofiar syryjskiego konfliktu była dwukrotnie większa, niż się to się wówczas podawało.
9 września 2012 Aleppo wstrząsnęły dwie eksplozje samochodów-pułapek, które wybuchły w pobliżu szpitala i szkoły, budynków, które służyły w czasie bitwy wojskom Asada. W zamachach terrorystycznych zginęło 27 osób, a 64 zostały ranne. Według opozycji większość zabitych to żołnierze sił rządowych. Samoloty bojowe zbombardowały osiedle mieszkalne w Hananu. W czasie walk zginął m.in. syryjski reżyser Tamer al-Awam, który kręcił film dla FSA. Dziesiątki ofiar wykopano spod gruzów. W dzielnicy ogarniętej walkami znaleziono 20 ciał żołnierzy zamordowanych w egzekucjach. Lojaliści mieli związane ręce i zawiązane oczy. Żołnierzy pojmano z koszar w czasie walk w Hananu i następnie rozstrzelano.
10 września 2012 opozycjoniści podali, iż walki toczono w Hananu, Hajdariji, Mejser i Szaar. Zginęło co najmniej jeden bojownik. W nocy powstańcy zaatakowali cele w dzielnicy Midan, jednak zostali odparci przez wojsko i zepchnięci do dzielnicy Bustan al-Kasr, w której kolejnego dnia doszło do potyczki. Ponadto starcia miały miejsce pod posterunkiem policji w Hananu i według strony rządowej, rebelianci ponieśli ciężkie straty. Walki przeciągły się przez całą noc i 12 września 2012 rozprzestrzeniły się na dzielnicę Najrab. Armia zniszczyła dziesięć pojazdów technicznych i zabiła trzech rebeliantów. Zginęło też czterech Ormian walczących po stronie sił rządowych. Okazało się wówczas, że wśród wojska podczas obrony dzielnic chrześcijańskich walczyło 150 Ormian i arabskich chrześcijan.
13 września 2012 w nalocie lotniczym na dzielnicę Tarik al-Bab we wschodniej części miasta, zginęło 11 osób. Ponadto bombardowania i walki trwały w dwóch dzielnicach na południu miasta: Bustan al-Kasr i Kalasse. Po nalocie na miasto rebelianci wkroczyli z kolei do Midanu. Walki w tej dzielnicy kontynuowany były w dniu kolejnym. Bojownicy, mimo że zajęli kluczowe pozycje, zostali wyparci przez wojsko, by wkrótce przejść do kontrnatarcia. Walki toczyły się m.in. na terenie kościoła św. Grzegorza. W nocy z 14 na 15 września 2012 lotnictwo zbombardowało dwa posterunki policyjne szturmem wzięte przez powstańców w Midan oraz jeden w Hananu. Kilku rebeliantów zostało zabitych, a wojska naziemne zajęły ich pozycje.
Rankiem 15 września 2012 armia ustawiła punkty kontrolne przy wjeździe do dzielnicy Midan, co świadczyło o przejęciu nad nią kontroli. Podano, że w dzielnicy zginęły dziesiątki rebeliantów. Z kolei rebelianci byli w posiadaniu ościennych dzielnic Bustan al-Kasr oraz Arkoub, gdzie w poprzednich dnia także dochodziło do drobnych potyczek. Nadal trwały bombardowania Hananu. Wojsko rozpoczęło także operację na obrzeżach Al-Firdaus.
16 września 2012 rebelianci podjęli kolejny szturm na Midan. Użyli przy tym granatników rakietowych. Opozycjoniści planowali zająć ormiański ortodoksyjny kościół, jednak napotkali tam silny opór żołnierzy, który uniemożliwił im realizację tego zadania. Atak zakończył się niepowodzeniem, a później siły rządowe podały, że wyparto wszystkich agresorów. W tym samym czasie część oddziału armii z Midan czyniła postępy w sąsiedniej dzielnicy Arkoub. Z kolei w Hananu, Gwardia Republikańska zdobyła meczet Ansar wykorzystywany przez rebeliantów jako baza militarna.

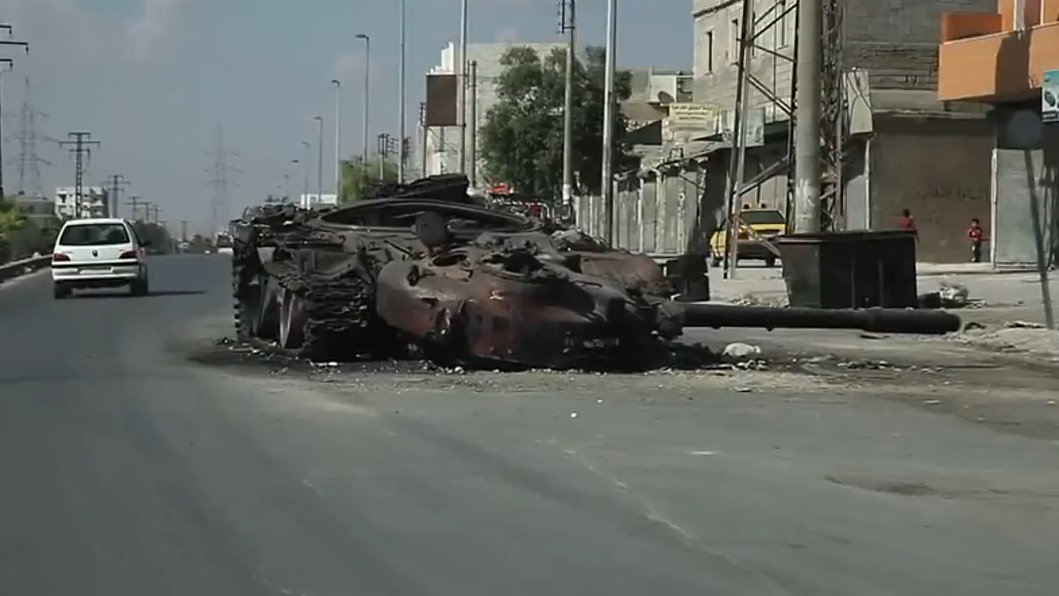
Czołg zniszczony przez rebeliantów

17 września 2012 do walk doszło w zachodniej dzielnicy Az-Zahra. Zginęło tam kilku rebeliantów oraz dwóch bojowników. Armia przejęła kontrolę nad tą dzielnica dzień później. Wówczas walki wybuchły w dzielnicy Bustan al-Kasr, kontrolowanej przez rebeliantów oraz przedmieściach Izaa. 19 września starcia miały miejsce w Al-Firdaus, pod Miejskim Centrum Kultury i meczetem Umara al-Chattaba oraz w dzielnicy Sajf ad-Daula. Według strony rządowej, zadano rebeliantom ciężkie straty.
W związku z problemami dostaw zagranicznej broni dla rebeliantów z Aleppo, zmuszeni oni byli do produkcji własnej broni i grabieży magazynów wojska. Przejęli kilka czołgów, prostą broń, amunicję oraz tworzyli ładunki wybuchowe oraz haubice. Jeden z dowódców oddziałów opozycyjnych powiedział zagranicznemu korespondentowi, ze Zachód zachęcał do zorganizowania powstania, a później nie organizował pomocy.
20 września 2012 armia podjęła szturm na Bustan al-Kasr, gdzie w walkach zginąć miało 100 afgańskich najemników. Ponadto walki uliczne trwały w Hananu, Suleiman al-Halabi koło dzielnicy Midan oraz Arkoub. Tymczasem grupy rebeliantów podejmowały próby zjednoczenia się by usprawnić ataki no wojsko rządowe. W nocy z 20 na 21 września 2012 wybuchły ponowne walki pod bazą wojskową w Hananu. Cały czas trwałą wymiana ognia w Bustan al-Kasr. W ciągu dnia doszło do ataku w dzielnicy As-Sachur, gdzie według strony rządowej zginęły dziesiątki rebeliantów. 22 września 2012 ostrzał artyleryjski był prowadzony w Katergi, Szaar, As-Sachur, Hananu, Arkub i Mardża.
24 września 2012 armia przejęła kontrolę nad Instytutem Rolniczym w rejonie Arkoub. Ponadto na linii frontu toczono ostrzał artyleryjski dzielnic mieszkalnych. Dzień później wojskowe dowództwo poinformowało o zakończeniu operacji w Arkoub. Wyparto z niej grupy bojowników i prowadzono następnie rewizje domów w poszukiwaniu ukrywających się rebeliantów. 26 września 2012 armia dokonała udanego ataku na Szajch Nadżdżar. Ponadto walki trwały w okolicach szkoły i targowiska w dzielnicy Bustan al-Kasr, trwał też ostrzał dzielnic Hananu, Mardża, Karam Dżabal, Al-Kalasa.

#### Ofensywa rebeliantów
27 września 2012 w północnej części miasta doszło do przegrupowania 6000 rebeliantów, a Abu Furat – jeden z dowódców powstańczego oddziału Liwa at-Tauhid Wolnej Armii Syrii, ogłosił „decydujący atak” na Aleppo. 28 września 2012 ciężkie walki toczono przede wszystkim w kurdyjskiej dzielnicy Asz-Szajch Maksud. Po stronie rządowej walczyli tam bojownicy Partii Pracujących Kurdystanu i milicjanci. Liwa at-Tauhid zażądała od Kurdów wspierających rząd złożenia broni. Ponadto strony starły się w centralnych dzielnicach Arkoub, Midan oraz Hamadija. Cywile donosili o „bezprecedensowej przemocy” w centrum miasta. W średniowiecznej części centrum miasta (Stare Miasto, Al-Kalisah, Al-Firdaus, Bab an-Najrab, Bab al-Hadid i Bustan al-Kasr) w wyniku bombardowań i użycia artylerii wybuchł ogromny pożar, który strawił od 700 do 1000 sklepów. Spłonął średniowieczny rynek oraz wiele atrakcji turystycznych. Na południa miasta rebelianci uderzyli w dzielnice Izaa, Sajf ad-Daula oraz Sukari. Przechodząc przez Sajf ad-Daula, bojownicy dostali się do Salehedinu, jednak broniąca się tam armia odparła szturm rebeliantów. Zginęło 25 żołnierzy i 20 powstańców. Dowódca brygady Liwa Sukur asz-Szam, wchodzącej w skład FSA dodał, iż lotnictwo stale ostrzeliwało pozycje nacierających bojowników, a żadna ze stron nie była w stanie zdobyć decydującej przewagi. Z kolei Liwa at-Tauhid zajęła teren szkoły oficerskiej piechoty, dokonując mordu na jej słuchaczach.
Po trzech dniach ofensywy rebelianci przejęli kontrolę nad czterema dzielnicami w centrum miasta. Tego dnia walki trwały w Bustan al-Basza, Szaar, As-Sachur, Sukari i Szajch Ali, które były bombardowane przez syryjską artylerię. W nocy gwałtowne walki toczyły się też w pobliżu lotniska wojskowego An-Najrab, gdzie dwa śmigłowce zostały uszkodzone przez moździerze. 30 września 2012 armia zbombardowała część dzielnic Aleppo po nocnych walkach z powstańcami. 1 października 2012 syryjska armia starła się z rebeliantami w Mardży, Kadi Askar, Bab al-Hadid i Szaar. Według bojowników 40 osób zginęło w bombardowaniach osiedla Dżabal al-Karm w dzielnicy Szaar. Ponadto pod ostrzałem z powietrza były dzielnice As-Sachur i Salah ad-Din. 2 października 2012 rebelianci ogłosili przejęcie kontroli nad niemal całym śródmieściem w tym Starym Miastem. Ponadto odparli atak w Hananu. Libańska gazeta „Al-Diyar” doniosła, iż o świcie do Aleppo przyleciał prezydent Asad i rozkazał jednostkom 5. i 6. syryjskiej armii stacjonującej w Hamie, przybyć na pomoc wojsku walczącemu w Aleppo. Łącznie chodziło o posiłki składające się z 30 tysięcy żołnierzy.

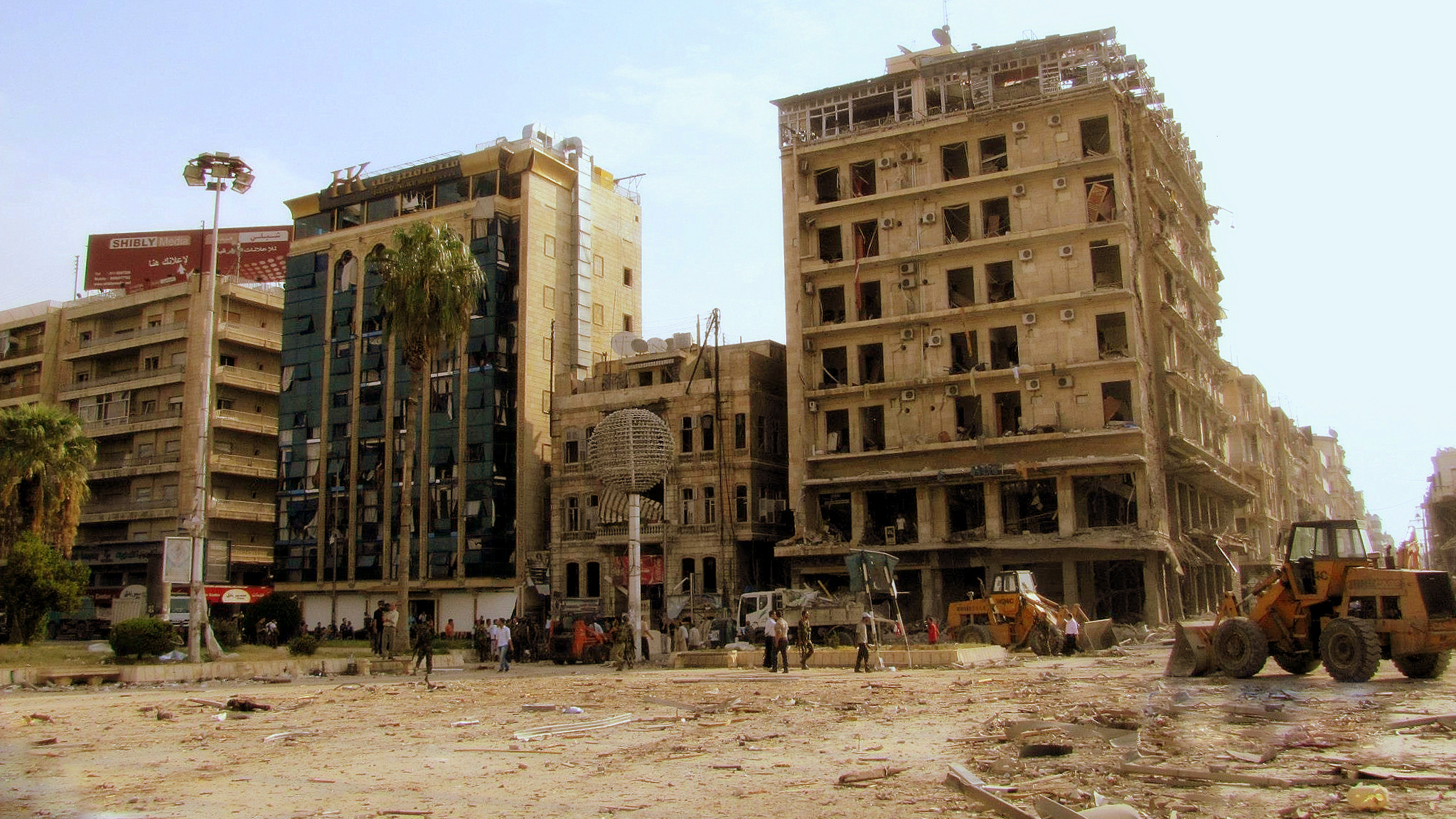
Plac Sadala al-Dżabiri po zamachach z 3 października 2012

3 października 2012 na głównym placu w centrum miasta Sadala al-Dżabiri, doszło do czterech eksplozji samochodów-pułapek, a piąta nastąpiła kilkaset metrów dalej, w pobliżu bramy do starego miasta. W zamachach bombowych zginęło 40 osób, a 90 zostało rannych. W następstwie wybuchu zniszczona została część fasady hotelowej. Zwaliły się również dwie kondygnacje kawiarni. Po tym wydarzeniu w mieście zamknięto wszystkie budynki rządowe. Do przeprowadzenia zamachu przyznała się Rada Rewolucyjna Aleppo działająca niezależnie od Wolnej Armii Syrii i Dżabhat an-Nusra. Strona rządowa dodała, iż udaremniła kolejne zamachy, zabijając dwóch terrorystów mających na sobie pasy z ładunkami wybuchowymi. Niezależnie od zamachu walki trwały w Sajf ad-Daula i As-Sachur, gdzie zniszczono co najmniej dwa czołgi. Ponadto bombardowano dzielnice Bab al-Najrab, Salah ad-Din, Maszhadb i Bab Al-Nasr.
Strona rządowa podała 5 października 2012, że przejęła kontrolę nad kilkoma budynkami w dzielnicy Sajf ad-Daula i czyniła postępy w As-Sachur. Z kolei rebelianci informowali o przejęciu głównego placu w Salah ad-Dinie. Zagraniczny korespondent AFP raportował toczące się walki w Arkoub. Rebelianci zajęli tam budynki infrastruktury zdrowotnej i szkolnej, które były wykorzystywane jako prowizoryczne bazy przez wojsko. Powstańcy wysadzali dziury w ścianach budynków, by móc się przez nie przemieszczać. Ponadto pociski moździerzowe spadły na Asz-Szajch Maksud i al-Hajdarija.
6 października 2012 państwowa telewizja informowała, że wśród zabitych w Bustan al-Kasr byli czterej Turcy z batalionu rebelianckiego. Irańska stacja PressTV doniosła, iż rebelianci zostali pokonani w dzielnicy As-Sachur oraz nastąpił odwrót z Szaar. Ponadto zacięte walki trwały na Starym Mieście. Reporter AFP doniósł w kolejnych dniach, iż trwały intensywne bombardowania z powietrza dzielnic Bab al-Hadid, Arkoub, Szaar, które stanowiły bramę dzielnicy Hananu. Z kolei BBC odkryło w jednym z meczetów, wykorzystywanym przez bojowników jako bazę, broń wyprodukowaną na Ukrainie i zaadresowaną do Arabii Saudyjskiej. Był to dowód, że lekka broń dla Arabii Saudyjskiej była kierowana do syryjskich rebeliantów.
9 października 2012 po dwudniowych walkach, rebelianci zajęli strategiczne miasto Maarrat an-Numan w muhafazie Idlibu. Był to ważny sukces opozycjonistów, gdyż miasto to leży na autostradzie łączącej Aleppo z Damaszkiem i w związku z tym odcięto szlak zaopatrzeniowy dla sił rządowych, którym transportowano broń i posiłki do Aleppo.

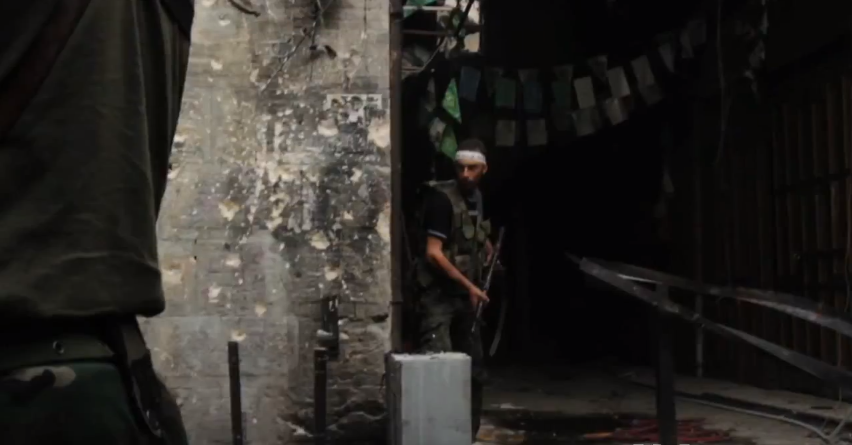
Rebeliant na ulicach Starego Miasta

10 października 2012 Wolna Armia Syrii podjęła szturm na historyczny trzynastowieczny meczet Umajjadów na Starym Mieście, wpisany na światową listę dziedzictwa UNESCO, który stanowił bazę dla wojsk rządowych. Rebelianci próbowali wysadzić mury warowni za pomocą granatników przeciwpancernych RPG, jednakże czterogodzinny atak został odparty. W czasie walk do jednego ze szpitali kontrolowanych przez rebeliantów, zwożono po stu rannych dziennie. W placówce pracowało mniej niż dziesięciu lekarzy. 13 października 2012 rebelianci zniszczyli umocnienia meczetu Umajjadów, gdzie broniło się wojsko. W wyniku naporu, siły rządowe wycofały się z niego, podpalając go przy tym.
12 października 2012 siły rządowe bombardowały dzielnice Hajdarija, Sukari i Fardos. Z kolei rebelianci zajęli bazę lotniczą w wiosce Al-Tana na wschód od Aleppo. Zniszczyli tam większość sprzętu wojskowego w tym rakiety i radary. Po tym akcie dywersyjny, bojownicy wycofali się, obawiając się odwetu. Odpowiedzialność za atak wziął na siebie Dżabhat an-Nusra, składający się m.in. z czeczeńskich dżihadystów. Dzień później dużo eksplozja wstrząsnęła siedzibą wywiadu lotniczego sił syryjskich. 13 października 2012 rebelianci odrzutowiec Aero L-39 Albatros, 10 km na zachód od Aleppo w miejscowości Andżara. Pilot który się kapitulował został pojmany. W tym samym czasie trwały bombardowania z powietrza dzielny Szaar. Według raportu Human Rights Watch z połowy października 2012, siły rządowe wykorzystywały w bombardowaniach dzielnic od lipca 2012 bomb kasetowych. 15 października 2012 rebelianci w Szajch Nadżdżar zestrzelili samolot MiG-23. Dwóch pilotów zdołało się kapitulować i zostali natychmiast pojmani przez FSA. Samolot został zestrzelony za pomocą ręcznego przeciwlotniczego pociskowi rakietowemu Strieła-2.
Arabskie źródła dyplomatyczne podały, iż w połowie października 2012 w Aleppo walczyło 20 tys. rebeliantów, z czego ¼ stanowili bojownicy powiązani z ugrupowaniami ekstremistycznymi inspirowanymi przez Al-Kaidę. Wielu walczących przybyło z Pakistanu, Afganistanu czy Iraku. Byli to zahartowani w bojach fundamentaliści, szczególnie zaprawieni w walkach miejskich. Rebelianci kontrolowali wówczas 25–30% Aleppo. W rękach powstańców znajdowały się głównie wschodnie i południowe dzielnice, które były biedniejsze, zawierające niską zwartą zabudowę, łatwą do obrony.
Tymczasem dowództwo Wolnej Armii Syrii uregulowało sprawę wynagradzania walczących w Aleppo rebeliantów. Każdy z bojowników, który się zarejestrował, przebywał w mieście przez co najmniej dwa miesiące, dostał po raz pierwszy podstawę 150 dolarów za miesiąc walki na froncie. Kwota ta mogła ulegać zwiększeniu, w zależności czy dany mężczyzna był żonaty, czy też walczył na pierwszej linii frontu. Dowództwo podało, iż środki pieniężne pochodziły zarówno ze źródeł krajowych i zagranicznych. Znaczną rolę w finansowanie syryjskich bojówek wnosił Katar.
Walki na Starym Mieście wznowiono 21 października 2012. Wówczas trwały zacięte starcia pod antyczną Cytadelą. Strona rządowa informowała także o zadaniu strat rebeliantom w dzielnicy Bustan al-Basza. Dzień później walki odnotowano też w dzielnicach Midan, Salah ad-Din i Izaa. Wiele dzielnic zostało zbombardowanych z powietrza. 23 października 2012 ostrzelano piekarnię w Hananu przed którą stał tłum ludzi w kolejce po chleb. W wyniku trafienia pocisków w obiekt zginęło co najmniej 20 cywilów.
25 października 2012 na dzień przed planowanym wprowadzeniem ogólnokrajowego rozejmu z okazji święta Id al-Adha forsowanego przez wysłannika ONZ i Ligi Państw Arabskich Lakhdara Brahimiego, doszło do załamania frontu w Aleppo. Siły opozycyjne ogłosiły kilka sukcesów w mieście, bowiem zajęły centralne osiadla Jedida i Kadime zamieszkiwane przez chrześcijan oraz ormiańskie Az-Zukur. Centrum miasta zablokowali opozycjoniści snajperzy, którzy odpierali ataki żołnierzy. Zacięte starcia trwały w rejonach Arkoub, Sirjan, Zahra i Fikran. Ponadto pułkownik Rijad al-Asad podał, że rebelianci weszli do strategicznej dzielnicy Salah ad-Din, w której tygodniami toczyły się walki. Oprócz tego 200 rebeliantów z Liwa at-Tauhid przeniosło się z dzielnicy Aszrafija do kurdyjskiej dzielnicy Asz-Szajch Maksud. Wcześniej teren uznawano za neutralny, gdyż stacjonowały tam kurdyjskie bojówki w tym Powszechne Jednostki Ochrony (YPG) ufundowane przez Partię Demokratyczną Jedności (PYD) powiązane z Partią Pracujących Kurdystanu (PKK).
26 października 2012 doszło do potyczki między Kurdami i rebeliantami w Asz-Szajch Maksud. Bojówki sprzymierzone ze stroną rządową próbowały powstrzymać infiltracje zbrojnych grup opozycyjnych. Ponadto islamiści otwarli ogień do protestujących Kurdów. W międzyczasie armia przejęła kontrolę nad wejściem na Stare Miasto oraz odbiła ormiańskie osiedle Az-Zukur. Później doszło do zaciętych walk między bojówkami kurdyjskimi YPG z rebeliantami. Zginęło 30 osób, w tym 22 Kurdów, a 200 zostało rannych. Bojownicy YPG pojmali także 20 rebeliantów. 27 października 2012 rebelianci uszkodzili wodociągi na przedmieściach Sleiman al-Halabi, pozbawiając dostępu do wody zachodnie dzielnice miasta. W odpowiedzi lotnictwo zbombardowało dzielnice As-Sachur i Szaar. Rebelianci uwolnili 120 Kurdów porwanych w czasie walk. Wielu z nich było torturowanych.
30 października 2012 siły rządowe oparły ataki rebeliantów w dzielnicy Bustan al-Basza. Napastnicy otoczyli wojskową bazę Zahra, gdzie doszło do wymiany ognia artyleryjskiego. Na terenach kurdyjskich dochodziło do protestów, w czasie których zginęły trzy osoby. 1 listopada 2012 lotnictwo zbombardowało dzielnice Zahra, Al-Azizijja, Dżmajle oraz miasta Atarib, Kafr Hamra, Ramoon, Kadi Aska. W wyniku tego zginęło 12 cywilów czekających na chleb. Tego samego dnia syryjscy rebelianci zgłosili chęć wdrożenia rozejmu z kurdyjskimi bojówkami, z którymi konfrontowali się przez kilka dni. Mimo tego 2 listopada 2012 rebelianci podczas starć dokonali egzekucji na kobiecie Shahi Ali Abdu pełniącej rolę dowódcy kurdyjskich bojówek YPG w Asz-Szajch Maksud. Z kolei armia syryjska zmagała się z rebeliantami w dzielnicy Bab al-Hadid. Ostatecznie rozejm między FSA i YPG podpisano 5 listopada 2012.
5 listopada 2012 wybuchły ciężkie walki w Az-Zahra przy północno-zachodnim wjeździe do Aleppo. Bojownicy spalili tam m.in. wydział wywiadu sił powietrznych. Wymiana ognia toczyła się także w dzielnicy Al-Hamdanijja i w okolicach lotniska. Arabski Półksiężyc poinformował, iż na skutek starć zniszczeniu uległ magazyn, gdzie przechowywano koce, żywność, lekarstwa przygotowywane na nadchodzącą zimę. Ponadto 300 rebeliantów za pomocą trzech przechwyconych czołgów zajęło po pięciogodzinnej walce wojskowy punkt kontrolny Laimoun na północno-zachodnich rogatkach miasta.
11 listopada 2012 walki pozycyjne między stronami odnotowano w dzielnicach Zahraa, Laimoun oraz na Starym Mieście. Podczas walk bojownicy przemieszczali się kanałami i używali improwizowanych ładunków wybuchowych. Stanowiska rebeliantów zostały ostrzelane przez artylerię także w Szaar, Sukari i Halab al-Dżadida. W ciągu dnia starcia miały miejsce w pobliżu bazy lotniczej i w dzielnicy Bustan al-Kasr. 14 listopada 2012 walki ponownie wybuchły w dzielnicy Laimoun. Siły rządowe twierdziły, że wyeliminowały tam dziesiątki rebeliantów. Rajdów dokonano także w Szaar, Sukari i Hananu. W kolejnych dniach walki koncentrowały się głównie o kontrolę nad całą dzielnicą Laimoun. 17 listopada 2012 ekstremiści wysadzili tam w powietrze samochód-pułapkę.
18 listopada 2012 Wolna Armia Syrii po niemal dwumiesięcznym oblężeniu zajęła największą bazę wojskową w północnej części kraju – Bazę 46. Pułku, leżącą 12 km na zachód od Aleppo. Generał Mohammed Ahmed al-Faj uznał to za największe otychczas zwycięstwo rebeliantów w trakcie wojny domowej. W bitwie według rebeliantów zginęło 300 żołnierzy, a 60 zostało pojmanych. Buntownicy zdobyli 15 czołgów oraz przejęli ciężką broń.
22 listopada 2012 doszło do nalotu na szpital Dar al-Szifa w dzielnicy Szaar. Zginęło 40 osób w tym troje dzieci i lekarz będący w trakcie operacji. Dzień później starcia miały miejsce na Starym Mieście w pobliżu cytadeli, z kolei 24 listopada 2012 potyczka przeniosła się pod siedzibę wywiadu sił lotniczych i wojskowej szkoły piechoty. 26 listopada 2012 starcia trwały na przedmieściach Suliman Halabi i głównym rondzie w dzielnicy As-Sachur. Rebelianci zamknęli pierścień dookoła miasta i przejęli kontrolę nad większością dróg dojazdowych do Aleppo, odcinając tym samym szlak zaopatrzenia dla walczących tam wojsk rządowych, w tym autostradę z Damaszku. 27 listopada 2012 w szejk Sulejman, 25 km na zachód od Aleppo bojownicy za pomocą pocisku rakietowego ziemia-powietrze strącili helikopter 111. Brygady Powietrznej. Rakiety rosyjskiej produkcji wykradziono z Bazy 46. Do niewoli dostał się ranny pilot. W międzyczasie po wielu godzinach walk przeciwnikom reżimu udało się przejąć inną bazę wojskową, 15 kilometrów na południowy wschód od Aleppo. Zabito przy tym lub wzięto do niewoli 70 reżimowych wojskowych, śmierć poniosło także kilku rebeliantów. Rebelianci przejęli broń, m.in. wyrzutnie rakiet i amunicję.
Na przełomie listopada i grudnia 2012 trwał relatywny zastój w walkach. Trwał jedynie ostrzał artyleryjski dzielnicy Bustan al-Basza oraz toczono sporadyczną wymianę ognia na drodze do lotniska. Od 3 grudnia 2012 starcia rozprzestrzeniły się na dzielnicę Midan oraz Suliman Halabi. Siły rządowe ostrzelały także wioski za Akademią Sił Lądowych w których ukrywali się bojownicy. Po odparciu ataków na Midan, wojsko przystąpiło do operacji w Bustan al-Basza w której walczyli islamiści z Dżabhat an-Nusra i Ahrar asz-Szam. 9 grudnia wojsko podjęło ostrzał dzielnicy As-Sachur, będącej w rękach rebeliantów. 10 grudnia 2012 islamiści z Frontu Obrony razem z jedną brygadą FSA zdobyły kontrolę nad wojskową bazą Szejk Suleiman, leżącą na północny zachód od Aleppo. Ponad 100 żołnierzy uciekło z bazy. Większość dżihadystów pochodziła z Azji Centralnej, a ich dowódca był Uzbekiem. Jeszcze tego samego dnia oddział lojalistów z bazy powietrznej An-Nasirija, położonej na północ od Damaszku, wystrzelił sześć rakiet balistycznych Scud, których celem była baza Szejk Suleiman. Rakiety jednak nie osiągnęły celu i uderzyły w otwartą przestrzeń w oddali od miasta.
15 grudnia 2012 podczas szturmu rebeliantów na akademię wojskową w Muslimiji, zginął lider Brygady Tauhid, wchodzącej w skład Wolnej Armii Syrii, pułkownik Yusef al-Jader. Na początku wojny był dowódcą wojsk pancernych, jednak zdezerterował i rozpoczął walkę w Aleppo na pierwszej linii frontu w dzielnicach Salah ad-Din i Sajf ad-Daula. Ostatecznie rebelianci przejęli kontrolę nad akademią, o którą walki toczyły się od końca listopada 2012. W walkach ostatniego dnia zginęło 24 rebeliantów i 20 żołnierzy. Wojsko wycofało się z pozycji oraz dzielnicy Handarat, zamieszkałą w przeważającej większości przez palestyńskich uchodźców. Do Handaratu rebelianci weszli 14 grudnia 2012. 16 grudnia 2012 Brygada Tauhid przejęła wojskowe koszary w Hananu. Walki trwały pod bazą sił powietrznych w Zahrze oraz na wojskowym lotnisku Minak.
W efekcie trwającej od pół roku bitwy w Aleppo, drastycznie wzrosły ceny żywności. Ceny chleba z 0,35 dolara wzrosły do 3 dolarów za worek ośmiu bochenków. 17 grudnia 2012 Aleppo wizytował premier Wa’il al-Halki. Obiecał 4 miliony dolarów na odbudowę miasta.

#### Walki o lotniska i bazy wojskowe

Oblężenie bazy wojskowej w Minak

22 grudnia 2012 islamiści z Frontu Obrony otoczyli lotnisko wojskowe An-Najrab. Ogłosili też „strefę zakazu lotów” nad miastem Aleppo. 23 grudnia 2012 rebelianci rozpoczęli oblężenie bazy wojsk powietrznych Minak (Menagh), leżącej na północ od Aleppo, w dystrykcie Azaz. Ponadto bojownicy otoczyli lotnisko wojskowe w Minak i bazę śmigłowców pod Kuwajris Szarki. 27 grudnia 2012 rebelianci przejęli kontrolę nad miastem Zarbeh pod Aleppo oraz nad bazą 80. Brygady Powietrznej, leżącej przy lotnisku w Aleppo. Walki nadal się toczyły o kontrolę nad bazami lotniczymi Minak i Kuwajris. Zestrzelono wówczas jeden samolot. 29 grudnia 2012 starcia oprócz baz wojskowych rozszerzyły się na przedmieścia Kastal Harami i Lajramun. Dzień później rebelianci zestrzelili helikopter na przedmieściach Manbidżu.
30 grudnia 2012 władze Syrii nakazały zamknąć lotnisko w Aleppo i obszar w promieniu 10 km, gdyż armia przygotowywała się do szturmu na operujących tam opozycjonistów. Z kolei w dzielnicy Marea wylądował pocisk Scud wystrzelony przez syryjską armię. Ostrzelana została również dzielnica Karm Majsar. 1 stycznia 2013 by zapobiec odwetowi wojsk rządowych, rebelianci przypuścili atak na port lotniczy spod bazy 80. Brygady Powietrznej. 3 stycznia 2013 w trakcie szturmu na Kuwajris strącono helikopter bojowy. Szturm był prowadzony też na bazę Minak za pomocą czołgów, które bojownicy przechwycili z innych baz wojskowych. 4 stycznia 2013 zajęto kolejne części atakowanych baz. W kolejnych dniach do toczących się nadal walk, rebelianci wprowadzili ciężką artylerię, wyrzutnie rakiet oraz korzystali z pocisków moździerzowych.

### 2013
Nasilenie walk o bazę w Minak odnotowano 12 stycznia 2013. Rebelianci zaatakowali również 599. bazę sił powietrznych niedaleko bazy 80. Brygady Powietrznej. Z kolei Syryjski Front Islamski zdetonował samochód-pułapkę w punkcie kontrolnym na drodze wyjazdowej z miasta w kierunku stolicy kraju, co spowodowało śmierć 15 żołnierzy. 13 stycznia 2013 opozycjoniści zestrzelili helikopter w pobliżu bazy Kuwajris.
15 stycznia 2013 Uniwersytetem w Aleppo wstrząsnęły dwie potężne eksplozje, w wyniku których zginęły 83 osoby, a 162 zostały ranne. Przyczyny eksplozji nie są do końca znane. Władze informowały, iż za atakiem stali terroryści. Siły opozycyjne twierdzą, że wybuch nastąpił podczas ataku lotniczego sił rządowych, a źródła wojskowe, że przyczyną było uderzenie pocisku ziemia-powietrze, wystrzelonego przez rebeliantów. Pocisk miał nie trafić w cel i pomyłkowo uderzyć w uniwersytet. Jeszcze inne źródła mówią o wybuchu samochodu-pułapki. Atak nastąpił podczas pierwszego dnia egzaminów semestralnych na Uniwersytecie, który pomimo walk był otwarty od października 2012.
16 stycznia 2013 rebelianci zaatakowali posterunek policji w Kuwajris, kontynuując operację wokół baz Al-Kuwajris i Minak. 17 stycznia 2013 podczas walk zginął francuski dziennikarz Yves Debay, prowadzący relacje z pola bitwy. Reporter wojenny zginął od kul snajpera. 18 stycznia 2013 w dzielnicy Mohafaza w nalocie zginęło 35 cywilów. 22 stycznia 2013 podczas walk w Kuwajris rebelianci zestrzelili helikopter. 23 stycznia 2013 siły lotnicze zintensyfikowały ostrzał Aleppo. W bombardowaniach i atakach artyleryjskich wiosek Kaljebrin pod Azaz, Abu Taltal oraz dzielnic Szejk Saeed, Sukari, Kaslija, Maadi i Hananu zginęły 72 osoby. 24 stycznia 2013 bojownicy zestrzelili atakujący helikopter pod bazą An-Najrab.
29 stycznia 2013 aktywiści znaleźli ciała 108 młodych mężczyzn i chłopców rozstrzelanych nad rzeką Kuwajk w dzielnicy Bustan al-Kasr.
Osoby w średnim wieku około 20 lat zostały zabite strzałem w głowę. Większość miała ręce związane za plecami, ubrani byli w mundury polowe jak i cywilne ubrania. Najmłodsza z ofiar miała 12 lat. FSA oskarżyła o tę masakrę siły rządowe.
1 lutego 2013 opozycjoniści przejęli dzielnicę Szejk Saeed wysuniętą najbardziej na południe miasta. Była to strategiczna dzielnica, z której prowadzą drogi na południe kraju oraz na lotnisko. W następnych dniach siły rządu podjęły bombardowanie pozycji rebeliantów w Szejk Saeed. 3 lutego 2013 pocisk wystrzelony przez rządową artylerię uderzył w pięciokondygnacyjny budynek, w wyniku czego został doszczętnie zniszczony. W gruzach znaleziono 22 ofiary bombardowania.
5 lutego 2013 do miasta Chanasir pod Aleppo wjechało 24 czołgów i 3000 żołnierzy. Doszło tam do walk z rebeliantami którzy oblegali miejscową fabrykę. Żołnierze wykorzystywali cywilów jako żywe tarcze, w wyniku czego zginęło co najmniej 21 osób.
W dniach 8–11 lutego 2013 w dzielnicy Aszrafija doszło do walk między YPG a siłami rządowymi. W ciężkich walkach pięciu siedmiu bojowników i kilku żołnierzy.
12 lutego 2013 Wolna Armia Syrii i Ahrar asz-Szam zajęły bazę i lotnisko Al-Dżirah, przejmując kilka maszyn i biorąc 40 żołnierzy do niewoli. Obiekty zostały odbite po dwudniowych zaciętych walkach, które przyniosły straty po obu stronach. 13 lutego 2013 rebelianci przeprowadzili kolejny szturm na bazę An-Najrab. Przechwycili pobliską stację benzynową oraz most wzdłuż drogi prowadzącej do bazy i lotniska. Oprócz tego zniszczono dwa myśliwce stacjonujące w bazie lotniczej. Walki wznowiono również pod bazami Minak i Kuwajris, gdzie także zniszczono sprzęt militarny. W dniach 13–14 lutego 2013 w walkach o bazy Najrab i międzynarodowe lotnisko zginęło łącznie 150 rebeliantów i żołnierzy. 15 lutego 2013 podczas walk na miasto spadł pocisk typu Scud. 17 lutego 2013 podczas walk o lotnisko i bazę Najrab zginęło 25 żołnierzy. W międzyczasie islamiści przejęli bazę 80. przyległą do lotniska i bazy Najrab, która pozostała pod kontrolą armii rządowej.
18 lutego 2013 na spokojną dzielnicę Dżabel Badro kontrolowaną przez rebeliantów spadł pocisk Scud, w wyniku czego kilka budynków zostało zniszczonych, a pod gruzami znaleziono 47 ofiar w tym 13 dzieci. 19 lutego 2013 rebelianci zajęli dwie wioski pod Chanasirem. Była to część operacji, której celem było przejecie międzynarodowego lotniska. 22 lutego 2013 w wyniku ostrzelania dzielnicy Tarik al-Bab za pomocą rakiet Scud zginęło 58 osób, w tym 36 dzieci. Ataki rakietowe były powtarzane przez dwa kolejne dni. Według HRW, zginęło łącznie 141 osób, z czego połowę ofiar stanowiły dzieci.
25 lutego 2013 doszło do zaciętych walk o gmach akademii policyjnej w Chan al-Asal w zachodniej części muhafazy Aleppo. Z kolei pod bazą Minak, Wolna Armia Syrii zestrzeliła rządowy helikopter. Front Obrony podczas walk o Kuwajris zestrzelił myśliwiec. Starcia trwały również wokół bazy Najrab i międzynarodowego portu lotniczego Aleppo. Zginęło 11 rebeliantów i sześciu żołnierzy. Dzień później islamiści zaatakowali w centrum Pałac Sprawiedliwości oraz meczet Umajjadów, ostrzelali również wojskowe punkty kontrolne wokół Cytadeli. 27 lutego 2013 wojsko przeprowadziło szturm na wioskę Malkija na wschód od Aleppo. Dopuszczono się tam grabieży, podpaleń, gwałtów, tortur oraz masowych egzekucji. W masakrze zginęło 70 osób w tym kobiety, dzieci i osoby w podeszłym wieku. W samym Aleppo tego samego dnia prowadzono nadal walki o Plac Sprawiedliwości oraz akademię policyjną, a także bazy lotnicze.
1 marca 2013 doszło do bombardowań w Hananu w wyniku czego śmierć poniosło 19 osób. Podczas operacji, rebelianci zestrzelili jeden z myśliwców. Po szturmie z nocy z 2 na 3 marca 2013 rebelianci przejęli kontrolę nad znaczną częścią szkoły policyjnej w Chan al-Asal. W zaciętych walkach zginęło 34 żołnierzy. Wcześniej nad bazą Menneg strącono helikopter. 4 marca 2013 rebelianci szturmowali bazę Minak, zajmując jej znaczną część. Islamiści wysadzili w powietrze most Asan łączący centrum miasta z bazami Najrab i międzynarodowym portem lotniczym. Most był wykorzystywany przez siły rządowe jako szlak transportowy. 10 marca 2013 rebelianci zajęli przedmieścia Farfara. Tymczasem z rzeki Kuwajk po raz kolejny wyłowiono ciała ofiar wojny. Odnaleziono 24 ofiary egzekucji, o którą oskarżono siły rządowe. Łącznie między styczniem a marcem 2013 z rzeki Kuwajk wyłowiono według Human Rights Watch 147 osób. Wiek ofiar wahał się między 11 a 64 rokiem życia.
19 marca 2013 w Chan al-Asal pod Aleppo miał miejsce wybuch pocisku w wyniku czego zginęło 25 osób, a 80 zostało rannych. Część z rannych, którzy trafili do szpitala mieli problem z oddychaniem co sugerowało użycie broni chemicznej. Mówili również o ostrym zapachu na miejscu ataku. Według lekarzy w pociskach użyto pestycydów. W ataku zginęło 16 syryjskich żołnierzy, co potwierdziła opozycja, w związku z czym rząd o atak oskarżył rebeliantów, lecz ci znowu przerzucili odpowiedzialność na armię. Później obie strony wystąpiły o przeprowadzenie międzynarodowego śledztwa. Departament Stanu USA twierdził, że podczas ataku użyto 3-chinuklidynobenzylanu, który już pod koniec 2012 mógł być użyty w Himsie.
29 marca 2013 rebelianci Wolnej Armii Syrii podjęli atak na kontrolowaną przez siły rządowe i kurdyjskie bojówki dzielnicę Asz-Szajch Maksud, zajmując jej wschodnią część. Dwa dni później siły rządowe podjęły kontratak na tę dzielnicę. Kontrolujący ją bojownicy YPG zaprzeczyli jakoby współpracowali z rebeliantami FSA i podkreślili swoją neutralność, gdyż obowiązywał ich układ rozejmowy z 19 lutego 2013 wypracowany w czasie bitwy o Ras al-Ajn. Starcia koncentrowały się na moście Awared, łączące dzielnice Asz-Szajch Maksud, Hananu i Bustan al-Basza. W walkach artyleryjskich zginęło 19 żołnierzy, 9 bojowników i 15 cywilów. 6 kwietnia 2013 w nalocie na zachodnią część Szejk Maskud zginęło co najmniej 15 cywilnych osób. Był to odwet za atak bojowników kurdyjskich YPG na barykadę wojskową w wyniku czego zabito pięciu żołnierzy.
2 kwietnia 2013 rozpoczęły się walki o miejscowość Aziza, leżącą nieopodal międzynarodowego portu lotniczego. 6 kwietnia 2013 strategiczne pozycje w Azizie zostały przejęte przez wojsko, wypierając rebeliantów na południowe dzielnice Aleppo, gdzie dalej toczyły się walki. Zginęło 35 osób, w tym co najmniej 18 cywilów i 5 rebeliantów. Było to strategiczne zwycięstwo armii, gdyż dzięki wyparciu przeciwnika z przyczółka mogli transportować dostawy i konwoje wojsk do baz zlokalizowanych przy lotnisku międzynarodowym. Jednakże 8 kwietnia 2013 po przegrupowaniu rebelianci powrócili do Aziza, gdzie ponownie starli się z armią rządową. 13 kwietnia 2013 w ataku rakietowym w Asz-Szajch Maksud zginęły trzy osoby. Po incydencie pojawiły się zdjęcia ofiar i rannych, których symptomy mogły wskazywać na użycie broni chemicznej.
Równocześnie ciężkie walki prowadzone przez rebeliantów i dżihadystów, prowadzone przeciwko regularnej armii rządowej, toczyły się o szpital Al-Kindi u północnych bram Aleppo. Do połowy kwietnia 2013 zginęło tam 80 żołnierzy i 65 rebeliantów. 15 kwietnia 2013 bojownicy przejęli kontrolę nad fabrykami, magazynami, przejmując znaczne ilości broni w północnych sektorach Aleppo. Tym samym w posiadaniu bojowników była ponad połowa miasta.
16 kwietnia 2013 w Aleppo wprowadzono po raz pierwszy kilkugodzinny rozejm, w czasie którego pracownicy Czerwonego Półksiężyca mogli zabrać ciała ofiar bitwy zalegające na ulicach. Na przykład z dzielnicy As-Sachur wywieziono 31 rozkładających się ciał. 22 kwietnia 2013 w pobliżu Aleppo porwano dwóch prawosławnych duchownych Bulosa Jazigiego i Ioanna Ibrahima w czasie prac humanitarnych. Odpowiedzialnością za porwanie obarczono czeczeńskich dżihadystów walczących pod Aleppo.
23 kwietnia 2013 rebelianci zajęli kluczową pozycję w pobliżu bazy lotniczej Minak, która po czteromiesięcznym oblężeniu umożliwiła im wejście do bazy. Dzień później w walkach między FSA a wojskiem zniszczono minaret XI-wiecznego meczetu Umajjadów znajdującą się na Światowej Liście Dziedzictwa UNESCO. Rebelianci obarczali winą rządowe wojska, a te oskarżały opozycję. Sam meczet od początku 2013 przejęli islamiści. W październiku 2012 siły opozycyjne zniszczyły umocnienia świątyni.
Mimo zajęcia kluczowych pozycji w Minak, 9 maja 2013 wskutek silnego bombardowania, rebelianci zostali zmuszeni do odwrotu. W czasie walk bojownikom udało się zabić dowodzącego obroną bazy. 10 maja 2013 rebeliantom udało się odciąć drogę z Aleppo do Hamy w miejscowościach Al-Kebtajn i Umm Amud na południe od Aleppo. Była to strategiczna droga o którą wielokrotnie na całej długości toczyły się walki.
15 maja 2013 rebelianci przypuścili szturm na główne więzienie w centrum Aleppo, gdzie przetrzymywano 4000 więźniów, za równo politycznych i jeńców, jak i skazanych za przestępstwa kryminalne. Atak został zainicjowany wybuchem dwóch bomb umieszczonych w zaparkowanych samochodach pod więzieniem. Jednak natychmiastowa interwencja sił pancernych i lotnictwa wojsk narodowych uniemożliwiła uwolnienie więźniów. Do 16 maja 2013 pokonano wszystkich rebeliantów, którzy wycofali się ostatecznie z terytorium więzienia.
24 maja 2013 wojska pancerne wjechały do wioski Dahra Abd Rabbo pod Aleppo. Rebelianci odpowiedzieli ogniem moździerzowym, jednak siły rządowe wyparły ich z wioski 26 maja 2013. Tymczasem o świcie 25 maja 2013 walki wznowiono pod terenem wojskowym Kuwajris.
Na przełomie maja i czerwca 2013 opozycyjna Liwa at-Tauhid opuściła Aleppo, by pomóc w bitwie pod Al-Kusajr pod Hims. Miasto to zostało ostatecznie zdobyte przez siły rządowe i libański Hezbollah 5 czerwca 2013. Po tym wydarzeniu, libańscy bojownicy ogłosili, iż mają zamiar wspomóc wojsko Assada w Aleppo.

#### Operacja „Północna Burza”
Po sukcesie w Al-Kusajr, siły rządowe rozpoczęły przygotowania do ofensywy w Aleppo. 9 czerwca 2013 ogłoszono, że nowa operacja przyjmie kryptonim „Północna Burza” i „rozpocznie się w nadchodzących godzinach lub dniach”. Podczas przygotowań do operacji siły rządowe zaatakowały Nubl i Az-Zahrę. Zginęło tam 10 rebeliantów i sześciu żołnierzy. Hezbollah atakował w tym czasie rebeliantów w Minak, jednak szturm odparto. Z kolei w centrum miasta rebelianci pojmali i zamordowali 15-latka oskarżonego o bluźnierstwo.
10 czerwca 2013 rebelianci ponowili ataki w Menneg. Jednak dzień później siły rządowe odpowiedziały zmasowanym ostrzałem moździerzowym. 12 czerwca 2013 rebelianci ogłosili, iż w zasadzce między miejscowościami Al-Bouz i Chanasir zabito 40 żołnierzy i bojowników Hezbollahu. Ponadto ciężkie starcia wybuchły na placu Sprawiedliwości na Starym Mieście. 14 czerwca 2013 wybuchły najbardziej zacięte walki od kilku miesięcy, bowiem w dzielnicy As-Sachur rozpoczął się szturm regularnej armii. Ponadto dzielnice Tarika al-Bab, Dżabal Badro i Tarik al-Hamra oraz lotnisko Kuwajris.
16 czerwca 2013 podczas walk po miejscowością Ma’arrat al-Artik na północny zachód od Aleppo zginęło 20 żołnierzy i zniszczono kilka czołgów. Podczas walk o Ma’arrat al-Artik, rebelianci wykorzystywali system przeciwpancerny 9K113 Konkurs radzieckiej produkcji, wysłany im przez Arabią Saudyjską.
17 czerwca 2013 w dzielnicy Ad-Duwarinija w pobliżu międzynarodowego lotniska eksplodował samochód-pułapka w wyniku czego śmierć poniosło 60 żołnierzy syryjskich. Jednak według Syryjskiego Obserwatorium Praw Człowieka w zamachu zginęło sześciu żołnierzy, a 15 zostało rannych.
21 czerwca 2013 Wolna Armia Syrii w swoim oświadczeniu poinformowała, iż 13 jednostek w tym największe Liwa at-Tauhid i Brygada Faruk rozpoczęły kontrofensywę do operacji „Północna Burza”. Nawiązali do średniowiecznej bitwy pod al-Kadisijją, kiedy to Arabowie pokonali Persów. 23 czerwca 2013 w wyniku wybuchu samochodu-pułapki zginęło 12 żołnierzy. Z kolei w walkach miejskich zabito sześciu rebeliantów Brygady Faruk. 24 czerwca 2013 w zachodnim Aleppo rebelianci za pomocą pocisków przeciwpancernych odparli kilka ataków sił rządowych.

#### Stagnacja na froncie
9 lipca 2013 w Aleppo odbył się protest cywilów przeciwko blokadzie dostawy żywności i lekarstw do zachodnich dzielnic Aleppo. Blokada wymierzona była w szlaki zaopatrzeniowe sił prezydenta Baszara al-Asada. Jednak odbijało się też w konsekwencji na tysiącach cywilów, którzy cierpieli głód.
22 lipca 2013 FSA zdobyła miasto Chan al-Asal w muhafazie Aleppo. Miasto to było uważane za ostatni pewny bastion sił rządowych, gdyż w samym Aleppo panował pat, a operacja „Północna Burza” wygasła.
Pod koniec lipca 2013 na terenach wiejskich pod Aleppo dochodziło do potyczek między kurdyjskimi bojówkami YPG a islamistami z ISIS. 31 lipca 2013 islamiści zajęli wioski Taleran i Tall Hasil w muhafazie Aleppo, skąd porwali 200 cywilów.
6 sierpnia 2013 siły rebelianckie i islamiści po ponad ośmiu miesiącach w pełni przejęły kontrolę nad bazą lotniczą Minak, leżącą na północ od Aleppo. Ostatecznie baza padła przed świtem, po blisko 24-godzinnym natarciu. W szturmie zginęło 10 rebeliantów.
16 sierpnia 2013 lotnictwo rządowe zbombardowało rejon Kalassa kontrolowany przez rebeliantów. Zniszczeniu uległy trzy budynki i zginęło 15 osób.
25 sierpnia 2013 rebelianci po gwałtownej potyczce zajęli miejscowość Chanasir leżącą na południe od Aleppo. Był to ważny strategiczny punkt leżący na trasie z Aleppo do Palmyry i As-Salamijja, leżących w środkowej Syrii.

#### Operacja Pustynna Droga

Operacja „Pustynna Droga”

W październiku 2013 ciężar walk na froncie przeniósł się na południe od Aleppo, kiedy to siły rządowe uruchomiły kolejną ofensywę pod kryptonimem „Pustynna Droga”. W czasie letniej stagnacji na froncie, islamiści dokonali masakry w Chan al-Asal (około stu ofiar), przejęli kontrolę nad bazą Minak oraz zdobyli strategiczne miasto Chanasir.
Iskrą do rozpoczęcia ofensywy, była operacja islamistów pod wodzą Ahrar asz-Szam i Liwa at-Tauhid w okolicach As-Safiry, kiedy to w dniach 20–26 września zajęto 20 wiosek leżących na trasie wylotowej z Aleppo w kierunku stolicy, odcinając tym samym drogę zaopatrzeniową dla sił rządowych. W związku z tym 1 października 2013 ruszyła operacja „Pustynna Droga”, której celem było odblokowanie południowego szlaku transportowego do Aleppo. Ofensywa rozpoczęło się od bombardowania Chanasiru, leżącego na południu muhafazy Aleppo. W nalotach zginęło 20 dżihadystów. 2 października 2013 bombardowania rozszerzono na takie miasta kontrolowane przez opozycjonistów jak Atarib, Chan al-Asal, Kafr Naha i baza Minak.
Kolejnego dnia odbity został Chanasir. W bitwie zginęło 25 islamistów oraz 18 prorządowych bojowników. W kolejnych dniach armia odbiła z rąk terrorystów także blisko 40 okolicznych wiosek. Tym samym 7 października 2013 udało się odblokować trasę zaopatrzeniową, co było faktycznym celem operacji.
10 października 2013 Syryjskie Arabskie Siły Powietrzne dokonały nalotu na kontrolowane przez islamskich ekstremistów od lutego 2013 miasto As-Safira. W wyniku bombardowania zginęło 18 osób, a opozycja utraciła kontrolę nad miastem.
Z kolei w dniach 10–12 października 2013 w samym Aleppo doszło do bratobójczych walk między radykalnymi islamistami z ISIS a umiarkowanym ugrupowaniem Ghuraba asz-Szam. Zginęło 44 bojowników. Lider Al-Ka’idy, Ajman Az-Zawahiri wezwał walczące strony do pojednania się i utworzenia „państwa islamskiego”. 16 kwietnia 2013 islamiści przypuścili szturm na więzienie centralne w Aleppo, które było oblegane od kwietnia 2013. Walki po raz pierwszy miały miejsce na terenie kompleksu, które było jednocześnie bombardowane przez Syryjskie Arabskie Siły Powietrzne.
W dniach 17–18 października 2013 siły rządowe kontynuowały operację, intensywnie bombardując Till Aran na północ od As-Safiry. Miejscowość była kontrolowana przez ISIS, która wyparła stamtąd w lipcu 2013 Kurdów. W nalotach zginęło 21 osób. 18 października 2013 doszło do walk o system obrony przeciwlotniczej pod miejscowością Ibida, w których zginęło 20 żołnierzy i siedmiu rebeliantów. Napastnicy opanowali koszary wojsk rządowych.
Do 25 października 2013 w nalotach na As-Safirę zginęło łącznie 76 osób, a 130 tysięcy cywilów uciekło z miasta i okolic. 29 października 2013, armia weszła do As-Safiry, zajmując południowe sektory miasta i kilka kluczowych budynków. Dzień później armia wspierana przez libański Hezbollah, przemieszczała się ku zachodnich sektorów As-Safiry, by 1 listopada 2013 przejąć kontrolę nad całym miastem. 2 listopada 2013 armia weszła do wioski Al-Azazija, leżącej na przedmieściach As-Safiry. Do 6 listopada 2013 armia zajęła większość terenów kurdyjskich wokół Tall Aran, które zostało odbite z rąk islamistów 10 listopada 2013.
8 listopada 2013 o godzinie 5:30 (4:30 czasu polskiego) armia zaatakowała bazę nr 80, przejętą przez rebeliantów w lutym 2013. Baza nr 80 jest strategicznym punktem odpowiedzialnym za bezpieczeństwo międzynarodowego lotniska w Aleppo. W szturmie udział brała artyleria i czołgi. Oddział wojsk rządowych wspomagany przez bojowników libańskiego Hezbollahu i ochotników NDF (Siły Obrony Narodowej). Bazę leżącą na północ od lotniska, broniła Wolna Armia Syrii wspomagana przez ISIS. Bitwa o bazę była częścią operacji poszerzania wpływów między As-Safirą a międzynarodowym portem lotniczym. Atak okazał się sukcesem armii, która do wieczora przejęła bazę.
W międzyczasie islamiści z ISIS przegrupowali siły i podjęli kontratak, powstrzymany przez ciężki ostrzał artyleryjski i rakietowy. Także w kolejnych dwóch dniach rebelianci przy pomocy rakiet Grad próbowali odbić utracone pozycje. Początkowo udało się odzyskać część pozycji, jednak uderzenie armii z 10 listopada 2013 odepchnęło bojowników. W bitwie o bazę zginęło 32 żołnierzy, 43 syryjskich rebeliantów i 20 zagranicznych bojowników ISIS. 11 listopada 2013 armia zdobyła szereg pobliskich terenów, zabezpieczając większość obszaru wokół międzynarodowego portu lotniczego. Bojownicy nadal kontrolowali bazę Minak.
12 listopada 2013 armia poruszała się na północ po wschodnich obrzeżach Aleppo, odbijając dzielnice z rąk sunnickich rebeliantów. Wojsko Asada wraz z szyickimi bojówkami weszło i penetrowało Nakkarin. W tym czasie posiłki wysłała tam Liwa at-Tauhid. 13 listopada 2013 rebelianci ISIS przez pomyłkę ścięli jednego z dowódców Ahrar asz-Szam, Muhammada Faresa, biorąc go za szyickiego bojownika. Tego samego dnia Syryjskie Arabskie Siły Powietrzne zbombardowały miejscowość Tall Hasil, leżącą 12 km na południe od Aleppo. Po nalotach na pozycje przeciwnika, armia rozpoczęła natarcie ku Aleppo od południa. Dzień później w nalotach śmiertelnie ranny został Abd al-Kader Salih, dowódca brygady Liwa at-Tauhid i obrony Tall Hasil, które padło ostatecznie 15 listopada 2013. Ponadto siły rządowe odblokowały drogę biegnącą od As-Safiry do lotniska Aleppo i broniły fabryki leżące przy tej arterii.
17 listopada 2013 rebelianci wysadzili w powietrze most łączący Tall Hasil i miejscowe fabryki będące dotąd pod kontrolą rebeliantów, jednak według wojskowych komunikatów część terenów przemysłowych została odbita przez wojskowych jeszcze tego samego dnia. Rebelianci wycofywali się do wioski Ad-Duwajrina. Jednocześnie grupa bojowa ISIS składająca się z 15 bojowników przeprowadziła rajd na Tall Aran, w wyniku których zginęło 10 napastników i 18 żołnierzy. 18 listopada 2013 zacięte walki trwały w An-Nakkarin, z kolei dzień później armia odbiła Ad-Duwajrinę. 21 listopada 2013 w walkach pod bazą nr 80 zginęło 15 ochotników NDF, a także jeden bojownik ISIS. 23 listopada 2013 w nalocie sił powietrznych w Aleppo zginęło 40 osób. Dzień później walki rozprzestrzeniły się w strefie przemysłowej Szajch Nadżdżar w północno-wschodniej części Aleppo.
25 listopada 2013 rebelianci podjęli kontrofensywę pod miastem Chasanir, skąd wystartowała operacja „Pustynna Droga”. W ciągu 24 godzin zajęli kilka wiosek, jednak nie byli w stanie zablokować autostrady biegnącej w kierunku Aleppo, ani zająć miasta, by zapobiec powrotowi armii rządowej. Z kolei 28 listopada 2013 miała miejsce potyczka na terenie Azaziji, w wyniku której zginęło 20 żołnierzy oraz siedmiu bojowników ISIS i czterech innych islamistów.
Ofensywa Sił Zbrojnych Syrii stanęła w Nakkarin i nie posuwała się już naprzód. W grudniu 2013 zmieniły one taktykę, rozpoczynając kampanię nalotów na pozycje rebeliantów.

#### Bombardowania Aleppo i wznowienie działań naziemnych
W dniach 30 listopada – 1 grudnia 2013 doszło do dwóch nalotów na miasto Al-Bab, leżące na północny wschód od Aleppo. Celem nalotów były zgrupowania bojowników Liwa at-Tauhid. Według doniesień źródeł opozycyjnych w nalotach zginęło 50 osób. Także 1 grudnia 2013 armia zdołała przejąć kontrolę nad miastem Tijara, leżącym na północny wschód od bazy An-Najrab. 4 grudnia 2013 co najmniej 18 osób zginęło w ataku rakietowym w Aleppo w dzielnicy Al-Furkan. 7 grudnia 2013 miał miejsce nalot w mieście Biza, na północ od Aleppo. Zginęło w nim co najmniej 20 osób.
Od 15 grudnia 2013 w Aleppo trwałą kampania Syryjskich Arabskich Sił Powietrznych na wielką skalę, podczas której bombardowano za pomocą bomb beczkowych kontrolowane przez siły rebeliantów dzielnice Aleppo. Bomby beczkowe to metalowe beczki wypełnione materiałami wybuchowymi, paliwem i szrapnelami. Według sprzyjającego FSA londyńskiego ośrodka SOHR, w nalotach do 29 grudnia 2013 zginęło łącznie 517 osób, w 471 cywilów (151 dzieci i 46 kobiet), 34 rebeliantów FSA oraz 12 islamistów. Według syryjskiej opozycji i organizacji pozarządowych armia prezydenta Baszara al-Asada zdecydowała się na naloty, aby złamać morale mieszkańców i podburzyć ich przeciwko rebeliantom. Z kolei dowództwo przyznało, iż uciekło się do ofensywy lotniczej z powodu braku doraźnych skutków operacji lądowej, a wysoka liczba strat cywilnych wynikała z tego, iż pozycje rebeliantów znajdowały się w środku stref cywilnych. Najbardziej dotkniętymi nalotami dzielnicami były Hananu i Hajdarija. W międzyczasie, bo 20 grudnia 2013 islamiści z Dżabhat an-Nusra odbili z rąk sił rządowych szpital Al-Kindi. W walkach i wysadzeniu samochodu-pułapki pod szpitalem zginęło 42 żołnierzy. 4 stycznia 2014 sąd szariacki Dżabhat an-Nusra skazał na śmierć przez rozstrzelanie 10 pojmanych żołnierzy. Do 6 stycznia 2014 liczba zabitych w walkach i nalotach z wykorzystaniem bomb beczkowych zginęło łącznie 603 osoby, w tym 172 cywilów.

### 2014
Od stycznia 2014 Aleppo oprócz ofensywy sił Asada było areną wewnętrznych walk między islamistami i dżihadystami. Przykładowo w kontrolowanym przez Islamskie Państwo w Iraku i Lewancie (ISIL, ISIS) szpitalu dziecięcym, 6 stycznia 2014 doszło do rzezi w której zginęło 21 cywilów i 21 islamistów z konkurencyjnych ugrupowań. Po tym wydarzeniu ekstremiści z ISIS byli stopniowo wypierani z Aleppo przez Syryjski Front Rewolucyjny, Armię Mudżahedinów, Front Islamski i Dżabhat al-Akrad.
W styczniu 2014 armia wznowiła również działania naziemne, wstrzymane w listopadzie 2013. 11 stycznia 2014 wojsko zabezpieczyło przemysłową zabudowę w Nakkarin oraz wzniesienie Szajch Jusuf. Rebelianci utracili również trasę wylotową z miasta w kierunku granicy z Turcją. Kolejnego dnia zabezpieczono również arterie prowadzące do lotniska międzynarodowego oraz do zachodnich dzielnic miasta kontrolowanych przez opozycjonistów. 14 stycznia 2014 lojaliści zabezpieczyli miejscowości Az-Zarzur, At-Tanih, As-Subajija oraz Wzgórze 53, leżące na wschodnich rubieżach Aleppo. Wojsko nacierało również na wschód od As-Safiry, odbijając 15 stycznia 2014 z rąk islamistów wioski As-Sabahijja, Al-Fary i Tall Riman, leżącej w pobliżu miejscowej kluczowej elektrowni. W tym samym czasie prowadzono natarcie na bazę Kuwajris. 16 stycznia 2014 po zaciętych walkach Wolna Armia Syrii zajęła dwa bloki w Sajf ad-Daula, z kolei armia odnotowała postęp w Bani Zajd. 22 stycznia 2014 syryjskie władze otwarły międzynarodowy port lotniczy w Aleppo. Wpłynęło to na wybuch w dniach 23–25 stycznia 2014 bitwy z brygadami islamskimi o kontrolę nad miejscowością Karam Al-Kasr, leżącą tuż przy międzynarodowym porcie lotniczym. Ostatecznie wygrały ją siły rządowe.
1 lutego 2014 rozpoczęła się kolejna seria nalotów beczkowych w Syrii. Najwięcej bombardowań zanotowano w dzielnicach takich jak Tarik Al-Bab czy Szajch Nadżdżar. Według FSA, do 6 lutego 2014 w nalotach śmierć poniosło 257 osób, w tym 76 cywilów-dzieci.
6 lutego 2014 jednostki Dżabhat an-Nusra oraz Ahrar asz-Szam przypuściły szturm na więzienie centralne w Aleppo, leżące na północ od Aleppo, oblegane od 11 miesięcy. Jednocześnie rebelianci ogłosili początek nowej ofensywy w Aleppo. Po ciężkich bojach z siłami bezpieczeństwa, przejęli 80% obiektu. Następnego dnia armia zdołała odbić większość obleganego więzienia. W ciągu dwudniowej bitwy śmierć poniosło 47 osób – 20 żołnierzy, 22 rebeliantów oraz pięciu więźniów od szrapneli. Z kolei w czasach blokady obiektu, z powodu walk i fatalnej sytuacji humanitarnej w więzieniu, zginęło 600 osób, zarówno więźniów i strażników.
16 lutego 2014 po wielomiesięcznych walkach, wojska rządowe zdobyły strefę przemysłową Szajch Nadżdżar. Dzień później Liwa at-Tauhid ogłosiła początek operacji „Trzęsienie ziemi”. Pierwszym aktem operacji, był zamach pod hotelem Carlton, używanego przez armię jako bazę wojskową. Rebelianci zdobyli także punkty strategiczne wokół cytadeli w Aleppo. 19 lutego 2014 rebelianci twierdzili, że odbili dzielnicę Szajch Nadżdżar, jednak już kolejnego dnia żołnierze wypchnęli z niej przeciwnika. Nie zakończyło to jednak walk. W kolejnych dniach w Szajch Nadżar strony nadal toczyły ciężkie boje, gdyż w dzielnicy przebywały jednostki Ahrar asz-Szam oraz inne elementy Frontu Islamskiego, a także Dżabhat an-Nusra i Armia Mudżahedinów. 24 lutego 2014 ugrupowania te podpisały porozumienie o powołanie wspólnej struktury dowodzenia wojskowego pod nazwą Ahl asz-Szam. 25 lutego 2014 armia wraz z siłami paramilitarnymi NDF przejęły fabrykę ceramiki. Po próbie zajęcia strategicznej dzielnicy Szajch Nadżdżar, armia skierowała swoje wysiłki ku dzielnic Hananu oraz Tarik al-Bab, As-Sachur i Sza’ar. Celem niniejszej operacji było połączenie strefy wpływów z centrum miasta.
W marcu 2014 tureckie media informowały o rozlokowaniu 25 żołnierzy przy zamku Dżabir, leżącego 25 km od granicy turecko-syryjskiej. Na zamku znajduje się grób legendarnego Sulejmana Szaha, dziadka założyciela Imperium Osmańskiego, Usmana I. Turkowie otrzymali rozkaz strzelania do każdego, kto atakuje historyczne obiekty. Chodziło głównie o zagrożenie ze strony Islamskiego Państwa w Iraku i Lewancie. Informacje o wysłanie tureckich wojsk do Syrii, potwierdził premier Recep Tayyip Erdoğan 23 kwietnia 2014. Granicę przekroczyło wówczas sześć tureckich czołgów, 12 pojazdów opancerzonych z 300 tureckimi żołnierzami. Islamskie Państwo w Iraku i Lewancie zażądało od Turcji wycofania wojsk, dając 72-godzinne ultimatum na opuszczenie Syrii.
9 marca 2014 siły rządowe zajęły strategiczne wzgórze w okolicach centralnego więzienia, dzięki czemu armia mogła swobodnie ostrzeliwać pozycje rebeliantów. Wojsko odbiło również z rąk rebeliantów dzielnicę Hananu. Armia planowała utworzenie szlaku z centrum miasta przez dzielnicę Hananu do przemysłowych okręgów na wschodzie miasta, tak by odciąć północne sektory miasta, kontrolowane przez rebeliantów. W tym celu konieczny był atak na dzielnicę As-Sachur, także kontrolowaną przez bojowników.

#### Ofensywa islamistów na zachodzie miasta
Jednak plany te nie ziściły się, a 23 marca 2014 rebelianci ruszyli z ofensywą na zachodnich rubieżach Aleppo. Zajęli wówczas miejscowość Kafr Hamra oraz wzgórze Szwajnija. Atakowi przewodzili Czeczeni z Dżajsz al-Muhadżirin wa-al-Ansar. 27 marca 2014 islamiści z Dżabhat an-Nusra zatrzymali w Aleppo 70 bojowników z rywalizującego ugrupowania Dżund asz-Szam, oskarżając ich o przygotowania do ataku na szeregi grup islamskich walczących z armią Asada.
9 kwietnia 2014 po raz pierwszy od 10 miesięcy na tereny kontrolowane przez rebeliantów wjechał transport ze środkami pomocy humanitarnymi, zorganizowany przez Syryjski Czerwony Księżyc oraz ONZ. W międzyczasie bojownicy zajęli region Akrab w południowo-zachodniej części miasta. 11 kwietnia 2014 rebelianci weszli do południowej dzielnicy Ramusih, kontrolowanej dotąd przez siły rządowe. Tym samym odcięto wojsku drogę z międzynarodowego portu lotniczego do bazy wojskowej na południu Aleppo. Walki wybuchły również w Lajramun na północno-zachodnich rubieżach miasta. 12 kwietnia 2014 ekstremiści z Dżabhat an-Nusra oraz Frontu Islamskiego zajęli zachodnie dzielnice Raszidin oraz Dżamiat az-Zahra, gdzie mieściła się baza wywiadu wojska syryjskiego. Równolegle trwały również starcia kurdyjskich bojowników YPG z armią w Asz-Szajch Maksud.
13 kwietnia 2014 rebelianci przejęli kontrolę nad siedzibą sił powietrznych w zachodnim Aleppo. Walki toczyły się oprócz tego w dzielnicach Dżamiat az-Zahra i Lajramun. W kolejnych dniach ciężkie boje toczono na osiedlu Ramusih, gdyż do kontruderzenia przystąpiły siły rządowe, którym udało się odbić dzielnicę 16 kwietnia 2014. 17 kwietnia 2014 bojownicy Dżabhat an-Nusra oraz Frontu Islamskiego rozpoczęli próbę odbicia z rąk wojsk rządowych bazy wojskowej Hananu. W walkach zginęło 27 żołnierzy oraz 20 rebeliantów. Z kolei w atakach rakietowych prowadzonych przez islamistów na terenach kontrolowanych przez wojsko narodowe, zginęło 25 cywilów. 19 kwietnia 2014 lojaliści odbili siedzibę sił powietrznych oraz utracone pozycje w poprzednich dniach w Lajramun. Z kolei islamiści przechwycili wioskę Fajdan, leżącą na południe od Aleppo.
21 kwietnia 2014 w nalotach beczkowych w Aleppo i okolicach zginęło 59 osób, z kolei dzień później 29 osób. Bomby spadały na Stare Miasto, Hananu, Kafr Hamrę i Aszaar. 24 kwietnia 2014 bomby beczkowe spadły na targowisku w mieście Atarib, 25 km na zachód od Aleppo, w wyniku czego śmierć poniosło 30 osób. Odpowiednio 23 i 25 kwietnia 2014 bomby beczkowe spadły na dzielnice Hananu oraz Karam al-Bik, znów powodując straty w ludziach.
26 kwietnia 2014 rebelianci przejęli częściową kontrolę nad Pałacem Sprawiedliwości i maszerując dalej, przedostali się pod bazę artyleryjską w kontrolowanej przez siły rządowe dzielnicy Zahraa. W starciu zginęło 13 żołnierzy oraz pięciu rebeliantów. Dzień później bojownik wysadził się w Izbie Handlowej na Starym Mieście, powodując potężną eksplozję. Ponadto islamscy rebelianci prowadzili intensywne ataki rakietowe oraz moździerzowe w sektorach kontrolowanych przez wojsko, w wyniku czego zginęło 24 cywilów. Równocześnie syryjskie lotnictwo dokonywało nalotów na dzielnice Lajramun oraz Ar-Raszidin. Ponadto podczas walk pod Pałacem Sprawiedliwości zginęło 10 islamistów oraz 14 żołnierzy. Rebelianci ogłosili również początek ofensywy mającej na celu odbicie Starego Miasta oraz Szajch Nadżdżar.
28 kwietnia 2014 rebelianci i strona rządowa porozumiały się co do przywrócenia elektryczności w muhafazie Aleppo, odciętej przez rebeliantów 10 dni wcześniej, w proteście przeciwko nalotom beczkowym. Porozumieniu pośredniczył Czerwony Krzyż. 29 kwietnia 2014 islamiści ogłosili, iż zajęli strategiczny Pałac Sprawiedliwości oraz rozszerzyli swoje wpływy o południową dzielnicę Ramusih. 30 kwietnia 2014, Syryjskie Arabskie Siły Powietrzne zbombardowały szkołę Ajn Dżalut, doprowadzając do śmierci 25 dzieci. 5 maja 2014 rozpoczęły się starcia o kontrolę nad regionem Buridż między Szajch Nadżdżar a Hananu. Przeciwko islamistycznym sunnickim batalionom walczył Hezbollah i jednostki NDF. 8 maja 2014 rebelianci wysadzili w powietrze luksusowy hotel Carlton w samym centrum miasta za pomocą bomb umieszczonych w tunelu wykopanym pod budynkiem. W trakcie bitwy hotel był bazą wojskowa wykorzystywaną przez armię.

#### Przełamanie oblężenia więzienia centralnego i odcięcie szlaku dostaw dla rebeliantów
20 maja 2014 wojsko przejęło elektrownię w Szajch Nadżdżar, wzgórze Agup oraz wioskę Hajlan, otwierając sobie tym samym drogę do Centralnego Więzienia Aleppo. Dzień później armia wspierana przez Siły Obrony Narodowej (NDF) oraz Hezbollah rozpoczęła ostrzał więzienia obleganego przez islamistów z Dżabhat an-Nusra. W trakcie walk, rebelianci wysadzili w powietrze znajdujący się nieopodal epicentrum walk kontrolowany szpital Al-Kindi, który służył jako baza. W trakcie batalii syryjskie lotnictwo zrzuciło 30 bomb na pozycje rebeliantów, co skutkowało śmiercią 50 bojowników. Do bilansu ofiar wpisują się również dwudniowe boje zaczepne prowadzone przez syryjskie siły zbrojne. Przełamanie oblężenia nastąpiło 22 maja 2014, po zmasowanym ataku lotniczym, podczas którego użyto 100 bomb beczkowych. 25 maja 2014, siły rządowe rozszerzyły kontrolę terytorium również na wioskę Dżbilih, leżącą na zachód od więzienia, od którego odepchnięto islamistów.
31 maja 2014, w pobliżu targowiska w dzielnicy Zahwari wysadzono w powietrze tunel, w którym umieszczono bomby. Wywołało to potężną eksplozję w której śmierć poniosło 20 członków sił rządowych i sprzyjających im ochotników. Za atakiem stał Front Islamski. Bazujące w Anglii tzw. Syryjskie Obserwatorium Praw Człowieka podało również, iż w przeciągu pięciu miesięcy w wyniku używania bomb beczkowych przez Syryjskie Arabskie Siły Powietrzne, w Aleppo życie straciło 1963 osoby, w tym 283 kobiety i 567 osób niepełnoletnich. W czerwcu 2014 ciężar walk przeniósł się na północ od Aleppo, gdzie na terytoriach wiejskich syryjscy rebelianci zajmowali pozycje ISIS które udało się na kampanię iracką. Wobec tamtejszych sukcesów dżihadystów, syryjscy rebelianci obawiali się, że ISIS wróci do Aleppo z nowym uzbrojeniem. W lipcu 2014, armia wznowiła wysiłki na rzecz całkowitego wyparcia rebeliantów z Szajch Nadżdżar, sąsiadującej od wschodu z więzieniem centralnym. Stało się to wieczorem 3 lipca 2014. W kolejnych dniach armia zajęła wioski w obrębie dzielnicy przemysłowej. W walkach regularną armię wspierał Hezbollah oraz Gwardia Republikańska. 7 lipca 2014 wojsko wzięło szturmem Szkołę Piechoty. W połowie lipca 2014 armia odcięła trzy główne szlaki dostaw z północy kraju, którymi rebelianci dostarczali żywność, leki i uzbrojenie do okrążonych współtowarzyszy broni w centrum miasta.
Na oblężonym Starym Mieście, 29 lipca 2014 doszło do eksplozji tunelu wypełnionego bombami, w efekcie czego śmierć poniosło 12 syryjskich żołnierzy. W dniach 26 lipca – 2 sierpnia 2014 trwały intensywne walki wokół oblężonej bazy Kuwajris.
Mimo przyjęcia 22 lutego 2014 rezolucji Rady Bezpieczeństwa ONZ nr 2139, wzywającej wszystkie strony konflikty, aby „natychmiast zaprzestały wszelkich ataków na ludność cywilną”, od czasu od jej przyjęcia do końca lipca 2014, Human Rights Watch odnotował ponad 650 zniszczeń w mieście Aleppo na terenach kontrolowanych przez siły antyrządowe, które zdaniem tej organizacji mogły być spowodowane użyciem bomb beczkowych.

### 2015
2 lipca 2015 oddziały islamistów rozpoczęły szerszą ofensywę w Aleppo, której celem było zdobycie zachodniej części miasta. Natarcie w Aleppo było odpowiedzią rebeliantów na ich porażki na froncie w Górach Kalamun. Następnego dnia bojówkarze z oddziałów Dżabhat an-Nusra, Dżabhat Ansar ad-Din i Ahrar asz-Szam ogłosili utworzenie koalicji pod nazwą Ansar asz-Szari’a mającej skoordynować ich działania. Islamiści wdarli się do kilku budynków na osiedlu Zahra, po czym napotkali odpowiedź armii syryjskiej. W wynikłym boju zginęło 18 żołnierzy i 35 rebeliantów. Kolejny atak nastąpił 6 lipca, po tym jak zamachowiec-samobójca wysadził się zabijając 25 żołnierzy. Mimo to, armia powstrzymała natarcie islamistów i utrzymała osiedle.

Sytuacja w regionie Aleppo w 2015

#### Bitwa o bazę Kuwajris
Baza lotnicza w Kuwajris Szarki, 30 km na wschód od Aleppo, była atakowana przez islamistów od stycznia 2013 roku. Państwo Islamskie (ISIS) oblegało bazę lotniczą przez ponad dwa lata, wykorzystując ciężką broń i pojazdy opancerzone. Terroryści ISIS dzwonili do żołnierzy przez telefon i wzywali ich do poddania się, ale nikt z 1100 obrońców nie poddał się ani nie zdezerterował. 14 września 2015 roku Siły Zbrojne Syrii podjęły ofensywę z rejonu Safiry, mającą na celu przerwanie oblężenia bazy Kuwajris, a także odcięcie szlaku zaopatrzeiowego przeciwnika wzdłuż drogi Aleppo–Rakka. Armia przeznaczyła do tego natarcia 4500 żołnierzy. W operacji wzięły udział tzw. „Siły Pantery” tj. część syryjskiej jednostki uderzeniowej „Siły Tygrysa” (jej dowódcą był Suhajl al-Hasan), a także Brygady Baas.
4 lub 5 października armia zdobyła Ajn Sabil. W tych dniach rosyjskie siły powietrzne (interweniujące w Syrii od 30 września 2015(dts) w porozumieniu z rządem w Damaszku) ostrzelały kryjówki ISIS we wschodniej części muhafazy Aleppo, eliminując 75 terrorystów. 16 października żołnierze dotarli na odległość siedmiu kilometrów od Kuwajris, zabijając w boju 25 islamistów. 21 października opanowali Tall Sabin, a następnie też wioskę Dakwana.
10 listopada 2015 żołnierze przerwali blokadę bazy lotniczej Kuwajris, a także przejęli pobliskie wsie Rasm Abbud i Umm Arkila. Wyzwolenia dożyło 314 obrońców bazy. Spośród żołnierzy idących z odsieczą poległo 57, a 200 zostało rannych.
W grudniu syryjskie „Siły Tygrysa” kontynuowali oczyszczanie okolic bazy Kuwajris. Ostatniego dnia 2015 roku odbili wieś Nadżdżara.

### 2016
Siły Zbrojne Syrii
     Wolna Armia Syrii
     Powszechne Jednostki Ochrony
     Państwo Islamskie

Sytuacja w regionie Aleppo w 2016
Siły Zbrojne Syrii
Wolna Armia Syrii
Powszechne Jednostki Ochrony
Państwo Islamskie

9 stycznia 2016 Siły Zbrojne Syrii (w tym „Siły Tygrysa”) i Brygady Baas rozpoczęły nową ofensywę, z zamiarem połączenia kontrolowanego przez nie terytorium wokół bazy w Kuwajris Szarki z tym w Szajch Nadżdżar na wschodnich obrzeżach Aleppo. Natarciem znów dowodził Suhajl al-Hasan. 3 lutego żołnierze zdobyli szturmem obsadzoną przez terrorystów ISIS wieś At-Tajjiba. 7 lutego islamiści kontratakowali, jednak żołnierze „Sił Tygrysa” i tak dotarli tamtego dnia na odległość 7 kilometrów od Szajch Nadżdżar, a do 20 lutego przejęli kontrolę nad elektrociepłownią (położoną o 300 metrów od At-Tajjiba), gdzie zabito trzydziestu terrorystów. Bitwa o równinę Safiry zakończyła się pełnym sukcesem Syryjczyków do 21 lutego 2016.
W międzyczasie Syryjczycy nacierali także w północnej części frontu. 31 stycznia 2016 zajęli Tall Maksur, zaś 3 lutego dotarli do Nubl i Az-Zahra, po drodze niszcząc pojazdy terrorystów Dżabhat an-Nusra w Mu’arrasat al-Chan. 4 lutego ofensywę w północnej Syrii rozpoczęli też Kurdowie z YPG. Nawiązali oni współpracę z żołnierzami syryjskimi. W wyniku tej operacji Kurdowie zdobyli bazę lotniczą w Minak, a żołnierze Syrii przejęli miejscowość Kafr Naja. 16 lutego w samym Aleppo oddziały armii, Liwa al-Kuds i Brygady Baas uderzyły na pozycje islamistów Ahrar asz-Szam w rejonie Bani Zaid. 20 lutego islamiści ostrzeliwali prowizorycznymi armatami domy mieszkalne w kurdyjskiej dzielnicy w Aleppo, przez co zginęło dwudziestu cywilów.
W odpowiedzi na postępy syryjskiej armii rządowej, ISIS i Wolna Armia Syrii zaatakowały pod Rasm an-Nafl w dystrykcie Safiry, blokując strategiczną drogę dostaw zaopatrzenia dla żołnierzy syryjskich w Aleppo. 23 lutego ISIS zajęło miejscowość Chanasir. W tej kryzysowej sytuacji w strefę walk natychmiast przerzucono „Siły Tygrysa”. Syryjczycy odzyskali Chanasir po dwóch dniach, następnie wyparli ISIS na wschód od słonego jeziora Dżabbul. W tych bojach poległo 87 syryjskich żołnierzy i 400 islamistów.
4 marca 2016 we wsi Tuman zginął Umar Al-Absi, dowódca ISIS w regionie Aleppo.
6 kwietnia 2016 oddziały Dżabhat an-Nusra i Ahrar asz-Szam przeprowadziły gwałtowny ostrzał kurdyjskiej dzielnicy Asz-Szajch Maksud w Aleppo, niszcząc domy mieszkalne i zabijając 70 osób.

#### Próby zawieszenia broni
10 maja 2016 o 1:00 rozpoczęło się zawieszenie broni, które miało dotyczyć całego Aleppo. Rebelianci złamali porozumienie już następnego dnia, atakując osiedle Sajf ad-Daula pociskiem rakietowym, zabijając dwóch cywilów i raniąc trzy inne osoby.
W czerwcu 2016 rosyjski ambasador w Damaszku informował, że syryjscy żołnierze w Aleppo prowadzili działania obronne przeciw atakom islamistów. 26 czerwca od ostrzału przez rebeliantów zginęło pięciu cywilów.
6 lipca 2016 dowództwo generalne Sił Zbrojnych Syrii ogłosiło trzydniowe zawieszenie broni mające dotyczyć całego kraju. Pomimo tego, jeszcze tego samego dnia w ostrzale osiedla Sajf ad-Daula przez rebeliantów zginęły trzy osoby. 9 lipca przedłużono zawieszenie broni o kolejne 72 godziny.
Zawieszenie broni nie było respektowane, a ataki na cywilów jedynie się nasiliły. 12 lipca strona rządowa informowała, iż w przeciągu poprzednich czterech dni gwałtowny ostrzał zabudowań mieszkalnych przez rebeliantów spowodował śmierć 57 osób i obrażenia 497 innych. Pociski trafiły też w Muzeum Narodowe w Aleppo. Za atakami stały grupy Dżabhat an-Nusra i Ahrar asz-Szam.
W odpowiedzi na nagminne łamanie zawieszenia broni przez islamistów, 15 lipca syryjska armia wznowiła działania przeciw bojownikom w Aleppo.
26 lipca dowództwo Sił Zbrojnych Syrii zwróciło się do mieszkańców pozostających w osiedlach kontrolowanych przez rebeliantów z apelem o wypędzenie z nich cudzoziemskich terrorystów, zaś do krajowych bojowników o złożenie broni i skorzystanie z rządowego programu pojednania. Władze miasta zorganizowały trzy korytarze dla ewakuacji ludności cywilnej z wschodniej części miasta. Do mieszkańców dotarła też rosyjska pomoc humanitarna. W tym czasie żołnierze przejęli kontrolę nad osiedlem Bani Zaid.
11 sierpnia 2016 rebelianci ponownie zaatakowali rządową trasę dostaw do Aleppo między Chanasirem a Itriją, lecz armia odzyskała swoje pozycje następnego dnia.

#### Wznowienie walk w mieście
W dniach 11–17 sierpnia armia przeprowadziła kilka kontrataków w Aleppo, kierując się na kompleks mieszkaniowy w południowej części miasta. Podczas walk w dniu 11 sierpnia zginęło 29 żołnierzy i 20 rebeliantów. Do 17 sierpnia siły rządowe odzyskały około 70% osiedla.
17 sierpnia, po zdobyciu większości kompleksu mieszkaniowego w dzielnicy Al-Hamdanijja, siły rządowe zaatakowały również zajmowaną przez rebeliantów bazę techniczną sił powietrznych. Były dowódca tej bazy, Deeb Bazi, zginął gdy prowadził atak. Walki trwały do początku września, aż 4 września siły rządowe w końcu zajęły cały teren bazy. 5 września linie frontu islamistów w południowym Aleppo załamały się, a oddziały armii opanowały dwa magazyny i punkt obrony przeciwpowietrznej.
W dniach 6–8 września armia syryjska zdobyła osiedle Ramouseh, odblokowując ważną drogę zaopatrzeniową dla zachodniego Aleppo do 9 września.
11 września 2016 amerykańscy i rosyjscy oficjele zarządzili zawieszenie broni w Syrii, które miało wejść w życie następnego dnia o zachodzie słońca, w związku z muzułmańskim świętem Id al-Adha.

#### Rozejm
Po wdrożeniu zawieszenia broni w połowie września, armia syryjska wycofała swoje siły z tzw. drogi Castello, którą przedstawiciele ONZ dostarczyli pomoc humanitarną do miasta. Jednakże grupy rebeliantów poza miastem nie przepuszczały konwojów pomocy humanitarnej do Aleppo. 16 września, gdy personel syryjskiego Czerwonego Półksiężyca kontrolujący drogę Castello znalazł się pod ostrzałem grup rebeliantów, Siły Zbrojne Syrii ponownie wysłały tam swoich żołnierzy. Tegoż dnia rosyjskie siły powietrzne (sojusznik Syrii) przeprowadziły nalot na pozycje islamistów wokół Aleppo.
22 września armia syryjska ponowiła działania w opanowanych przez rebeliantów osiedlach, mając wsparcie szyickiego Hezbollahu.

#### Ostatnie natarcie islamistów
28 października siły islamistów na południowym zachodzie Aleppo wystrzeliły ponad 150 pocisków rakietowych na zachodnie Aleppo i lotnisko, zabijając 15 cywilów i raniąc kolejnych 100 osób. Islamiści ogłosili następnie, że rozpoczęli ofensywę na miasto, zaczynając ją od samobójczych zamachów terrorystycznych i wybuchów samochodów-pułapek. W ataku wzięły udział cudzoziemskie formacje Ansar al-Islam i Dżabhat Ansar ad-Din.
Aby zażegnać niebezpieczeństwo, do Aleppo przybył dowódca Suhajl al-Hasan. Syryjczyków wsparł też ponownie Hezbollah. Po tym ofensywa islamistów zwolniła i utknęła w martwym punkcie. Do połowy listopada oddziały rządowe odzyskały kontrolę nad wszystkimi obszarami utraconymi wskutek tej ofensywy dżihadystów. Po udanym kontrataku sił prorządowych, rebelianci we wschodnim Aleppo otrzymali ultimatum – 24 godziny na poddanie się, zanim armia rozpoczęła ofensywę mającą na celu całkowite odzyskanie kontroli nad Aleppo.

## Następstwa
Po odzyskaniu Aleppo, Siły Zbrojne Syrii mogły rozpocząć przerzut części wojsk w kierunku wschodnim. Tam kontynuowano walkę z ISIS.
W lutym 2018 roku kurdyjskie Powszechne Jednostki Ochrony z Asz-Szajch Maksud przekazały swoją dzielnicę pod kontrolę władz państwowych i opuściły Aleppo, aby wspomóc obronę Afrinu przed turecką inwazją.
Po zakończeniu bitwy Aleppo było jeszcze nie raz ostrzeliwane przez islamistów działających na zachód od miasta, powodujących dalsze ofiary śmiertelne. Dopiero ofensywa z początku roku 2020 położyła kres tym atakom, odpychając bojowników na bezpieczną odległość od miasta.
W 2024 roku doszło do kolejnej, drugiej już bitwy o Aleppo. Jednak tym razem rebelianci szybko zajęli miasto i zmusili kurdyjskie Syryjskie Siły Demokratyczne do kapitulacji. Miała ona miejsce w czasie większej ofensywy oddziałów opozycyjnych, rozpoczętej 27 listopada.